# One Tree Hill
One Tree Hill è una serie televisiva statunitense creata da Mark Schwahn; prodotta per nove stagioni dal 2003 al 2012, e trasmessa prima sul canale statunitense The WB (per le prime tre stagioni), e poi su The CW (per le restanti sei).
In Italia la serie è stata trasmessa, in prima visione assoluta, dal 6 giugno 2005 al 27 luglio 2012 su Rai 2 e successivamente replicata in prima visione pay su Mya.
Lo show è ambientato nella fittizia città di Tree Hill in Carolina del Nord e segue le vite di due fratellastri, Lucas Scott (Chad Michael Murray) e Nathan Scott (James Lafferty), il cui rapporto evolve, nel corso della serie, da acerrimi nemici a fratelli devoti. Il legame tra i due, insieme al basket, sport da loro praticato, la crescita e le sue fasi, e le relazioni dei ragazzi con le proprie famiglie e con i personaggi femminili sono gli elementi portanti della serie. Le protagoniste femminili hanno a loro volta grande rilievo, con storyline importanti e molto sviluppate.
Le prime quattro stagioni della serie si concentrano sugli ultimi due anni di liceo dei protagonisti. A partire dalla quinta stagione, Schwahn ha deciso di spostare la narrazione quattro anni avanti nel futuro, mostrando le loro vite dopo il college. I titoli di testa erano originalmente accompagnati dalla sigla I Don't Want to Be di Gavin DeGraw, ma la canzone venne rimossa dalla quinta stagione, a causa dei costi d'autore e poiché Schwahn sentiva che il pezzo apparteneva ormai agli anni adolescenziali dei protagonisti. Da allora i titoli venivano mostrati solo su uno sfondo nero (originariamente rappresentativo di episodi con una tematica speciale ed intensa). La sigla venne ripristinata per la sola ottava stagione, grazie alla richiesta dei fan, e venne eseguita ogni settimana da un artista diverso.

## Trama

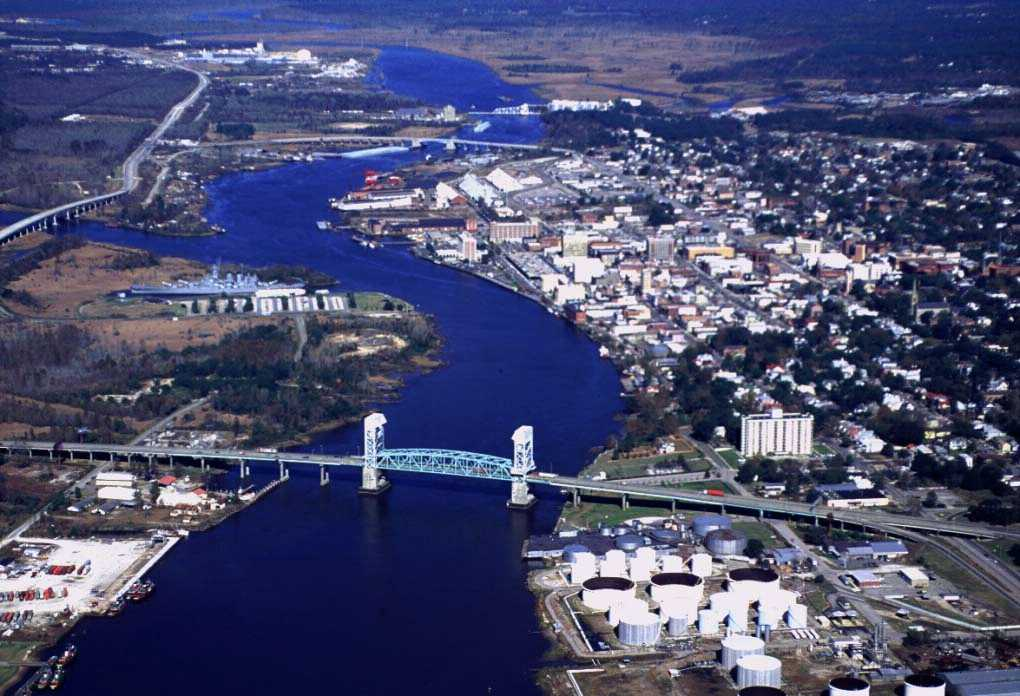
Immagine di Wilmington, North Carolina (la fittizia Tree Hill)

La storia principale segue la vita di due fratellastri, Lucas e Nathan Scott, entrambi grandi appassionati di basket e all'inizio rivali, ma che con il proseguire dello show diventano amici per poi arrivare a considerarsi dei veri fratelli, durante i loro ultimi due anni liceali prima, e l’inizio della vita adulta poi, nella piccola cittadina di Tree Hill, nel North Carolina. Con l'aiuto di Keith, zio dei due ragazzi, l'allenatore Whitey Durham arruola Lucas nella squadra liceale della città, i Ravens, di cui Nathan è il capitano. I due fratelli condividono lo stesso padre, Dan Scott, fratello di Keith, ma hanno madri diverse: infatti, dopo aver messo incinta la sua ragazza del liceo, Karen Roe, Dan ha riconosciuto Lucas, ma non l'ha mai trattato come suo figlio e ha abbandonato lui e sua madre (che di conseguenza l’ha cresciuto da solo e con l’aiuto dello stesso Keith, da sempre innamorato di lei), cosa che invece non ha fatto con Nathan, avuto poco tempo dopo da un'altra donna conosciuta all’inizio dell’università, Deb Lee, con la quale ha invece deciso di sposarsi e formare una famiglia. In seguito, dopo un matrimonio tossico durato diciassette anni, i due finalmente divorziano e prendono strade differenti. Inoltre, Lucas è da sempre innamorato di Peyton Sawyer, e l’eterna e travagliata storia d’amore tra i due sarà uno dei temi principali dell’intera serie, così come quella tra Haley James, la migliore amica di Lucas fin da quando erano piccoli, e Nathan, che si innamorano a loro volta. Uno degli ostacoli principali al coronamento dell’amore tra Lucas e Peyton, ed elemento portante della trama delle prime stagioni, è il triangolo amoroso che si verrà a creare tra loro e Brooke Davis, migliore amica da sempre di Peyton, che si interesserà a sua volta a Lucas. 
All’inizio della quinta stagione si assiste ad un salto temporale di quasi cinque anni rispetto alla fine della quarta, conclusasi con il diploma dei protagonisti: i ragazzi, ormai divenuti giovani adulti, sono alle prese con le sfide che questa nuova fase della vita comporta: dalla realizzazione personale e professionale a quella sentimentale e familiare. I genitori, invece, iniziano ad apparire solo saltuariamente: Karen si è rifatta una vita lontana da Tree Hill insieme alla sua seconda figlia, Lily, concepita con Keith dopo che i due erano riusciti a mettersi insieme nella terza stagione e prima che lui venisse ucciso da Dan, che infatti è andato in carcere per l’omicidio del fratello e, una volta scontata la pena e capendo che ormai non c’è più posto per lui a causa della terra bruciata che si è fatto intorno per via dei suoi peccati, decide di lasciare la città, per poi farvi ritorno nell’ultima stagione quando Nathan viene rapito da alcuni criminali, morendo per salvarlo nella speranza di una redenzione e di un perdono.

### Prima stagione
È il primo semestre del penultimo anno di liceo dei personaggi principali. Le trame maggiori riguardano la rivalità tra Lucas e Nathan, la nascita della relazione, culminata in un precoce matrimonio, tra Nathan e Haley e la genesi del triangolo Peyton-Lucas-Brooke: Lucas è da sempre innamorato di Peyton, ma, dopo che lei, pur ricambiando i suoi sentimenti, inizialmente lo respinge a causa della paura di lasciarsi andare e affezionarsi alle persone, sviluppata in seguito alla perdita prematura della madre quando era piccola e per via della quasi totale assenza del padre spesso in viaggio per lavoro, inizia una storia di ripiego con Brooke. I due capiscono quasi subito di non essere fatti per stare insieme e che tirano fuori il peggio l’uno dall’altra, mentre ben presto Lucas e Peyton finiscono per tradire Brooke perché i sentimenti che provano l’uno per l’altra sono troppo forti e non riescono più a reprimerli: quando quest’ultima scopre la verità, si crea una profonda spaccatura tra le due amiche e Peyton decide di lasciar andare Lucas pur amandolo per il senso di colpa che prova nei confronti di Brooke, che invece arriva a fingere una gravidanza con lui per vendicarsi del tradimento. Inoltre, vengono indagati anche i problemi sentimentali dei genitori, tra cui il burrascoso divorzio tra i genitori di Nathan, Dan e Deb, e l’amore nascente tra Karen, la madre di Lucas, e suo zio Keith, fratello di Dan, ma che fatica a sbocciare davvero perché entrambi hanno paura di lasciarsi andare. Altro tema centrale è il campionato di basket in cui competono Lucas e Nathan con la squadra del liceo di cui fanno parte, i Tree Hill Ravens.

### Seconda stagione
La stagione parte esattamente da dov'era terminata la precedente, raccontando il secondo semestre dell’anno scolastico iniziato nella prima stagione: il basket viene temporaneamente messo da parte e si esplorano nuove relazioni, cioè quella tra Lucas ed Anna Tagarro, una nuova arrivata, quella tra Jake Jagielski, ex compagno di squadra di Lucas, e Peyton e quella di Felix, fratello di Anna, con Brooke, interrompendo momentaneamente il triangolo Peyton-Lucas-Brooke poiché le due amiche sono determinate ad andare avanti, salvaguardare la loro amicizia e non metterla più a repentaglio. Vengono affrontati anche l'amore non ricambiato di Mouth, un amico storico di Lucas, per Brooke, il frantumarsi del matrimonio di Nathan e Haley a causa del musicista Chris Keller, per cui lei prende una sbandata e con cui poi decide di partire in tournée dopo aver scoperto di essere un’ottima cantante, i momentanei problemi di droga di Peyton e le ripercussioni di una malattia cardiaca genetica di Dan, specialmente su Lucas. Karen, invece, decide di riprendere a studiare e va all'università, iniziando una relazione con Andy Hargrove, un suo giovane insegnante, ed avvia l'attività del "Tric", un locale per tutte le età ideato insieme a Peyton con la musica come mission e dove possano esibirsi vari artisti, affidandone poi la gestione alla ragazza. Infine, Deb affronta problemi di dipendenza da farmaci, mentre Keith incontra una nuova fiamma, che arriva quasi a sposare, salvo poi scoprire che era stata pagata da Dan per sedurlo, così, distrutto dall'accaduto, decide di andarsene da Tree Hill.

### Terza stagione
Inizia l'ultimo anno di liceo per i protagonisti e così ricomincia anche il campionato di basket, mentre arriva una turbolenta nuova cheerleader, Rachel Gatina. Inoltre, riprende il triangolo Peyton-Lucas-Brooke, messo momentaneamente da parte nella stagione precedente. Infatti, Lucas e Brooke decidono di riprovare a stare insieme, con non poche difficoltà dato che i due avevano già dimostrato l’anno prima la loro incompatibilità e, inoltre, il "fantasma" del grande amore di Lucas per Peyton, che lui non sembra aver affatto dimenticato, aleggia costantemente su di loro, portando a litigi e scenate di gelosia da parte di Brooke a causa del continuo emergere di indizi che fanno pensare a lei di essere sempre e solo una seconda scelta, ma, soprattutto, Peyton stessa pian piano capisce che stanno riemergendo i suoi sentimenti per Lucas, mai del tutto sopiti e che lei ha cercato di reprimere quando ha deciso di lasciarlo andare pur amandolo al termine della prima stagione e in seguito ripiegando su Jake nella seconda, ora che i due sono più vicini che mai dopo che il loro rapporto si è nuovamente rafforzato dall'inizio dell'estate in poi: tutto ciò porta alla chiusura definitiva della relazione tra Peyton e Jake, già in realtà conclusasi al termine della seconda stagione in quanto lui aveva lasciato la ragazza e se n'era andato per stare con sua figlia Jenny, e alla decisione di Peyton di non rinunciare più a Lucas, affrontando apertamente Brooke e dicendole la verità sui suoi reali sentimenti, con una nuova profonda spaccatura che si viene a creare tra le due. Sempre Peyton, intanto, ha anche scoperto di essere stata adottata e cerca di instaurare un rapporto con la sua madre biologica, Ellie, mentre Nathan e Haley, dopo che lei è tornata dalla tournée per salvare il loro matrimonio ed un periodo di assestamento, si riconciliano e decidono di risposarsi a fine stagione, infine Brooke inizia a capire che la moda è la sua strada e fa i primi passi in quel mondo, iniziando a disegnare dei suoi abiti sotto il nome di “Clothes Over Bros”, e Lucas deve fare i conti con la malattia cardiaca che ha scoperto di avere e decidere cosa ne sarà del suo futuro, soprattutto in merito al basket. Dan, invece, cerca di scoprire l'identità della persona che ha attentato alla sua vita nel finale di stagione precedente dando fuoco al suo concessionario di auto con lui dentro e, allo stesso tempo, concorre alle elezioni a sindaco della città con Karen come rivale. Inoltre, da questa stagione viene dato più spazio anche a Mouth e Skills, un altro ragazzo del gruppo storico di Lucas.
L’episodio più importante della stagione, che segna un vero e proprio punto di svolta nell’intera serie per tutti i personaggi e i rapporti tra loro, vede molti dei ragazzi presi in ostaggio alla Tree Hill High School: il tutto culmina con Peyton, ferita ad una gamba e quasi morente per via del sangue perso, salvata da Lucas, con Jimmy Edwards, l’attentatore, che si suicida per i sensi di colpa per ciò che ha fatto e con Dan che uccide Keith dopo che quest’ultimo era tornato e finalmente lui e Karen erano riusciti a mettersi insieme.

### Quarta stagione
La stagione parte esattamente da dov’era finita la precedente e racconta l’ultimo semestre di liceo dei protagonisti prima del diploma. Arriva finalmente la risoluzione del lungo e complicato triangolo Peyton-Lucas-Brooke: la storia tra Lucas e Brooke finisce definitivamente perché i due accettano una volta per tutte di non essere fatti per stare insieme e che il loro non è mai stato vero amore, mentre il ragazzo finalmente capisce che è sempre stata Peyton colei che vuole a fianco a sé nel suo futuro, così i due si dichiarano i propri sentimenti e si mettono insieme. Haley scopre di essere incinta, mentre Nathan, a corto di denaro e dopo che Dan ha rifiutato di aiutarlo, si invischia in brutti affari con alcuni allibratori. Peyton, inoltre, viene perseguitata da un maniaco impostore (a cui il gruppo si riferisce come "Psycho Derek") che le si presenta come il suo fratellastro perduto Derek (un altro figlio avuto dal padre biologico sconosciuto della ragazza, ma non con Ellie): quando la situazione diventa critica, Lucas riesce a scoprire la verità e, insieme al vero Derek da lui rintracciato, a salvare Peyton. Il ragazzo, intanto, indaga anche per scoprire la verità sull'omicidio di Keith dopo che alcuni visioni dell'uomo lo convincono che il presunto colpevole del reato, il suicida Jimmy Edwards, non ne fosse in realtà il responsabile, mentre Dan cerca di riconquistare Karen, che nel frattempo ha scoperto di essere incinta di Keith. Brooke, invece, dopo aver finalmente voltato pagina da Lucas, inizia una storia con Chase Adams, un nuovo studente, si avvicina a Rachel, con cui nasce una strana ed inaspettata amicizia, e inizia, concentrandosi soprattutto su “Clothes Over Bros”, un suo percorso in solitaria per cercare di capire chi è e cosa vuole diventare, mentre Peyton vuole tentare la carriera di produttrice discografica accettando un importante tirocinio per un'etichetta di Los Angeles e Lucas, dopo aver compreso di voler diventare uno scrittore ora che ha dovuto accantonare il basket, inizia la stesura del suo primo romanzo. Inoltre, Brooke e Peyton, dopo essere rimaste separate per quasi tutta la stagione, riescono a chiarirsi, perdonandosi i reciproci errori commessi dopo che la prima ha finalmente capito che l’amica e Lucas sono sempre stati fatti per stare insieme e quindi non poteva finire diversamente: le due ora sono davvero pronte a voltare pagina e guardare avanti, rinsaldando definitivamente la loro decennale amicizia. La stagione si conclude con Lucas che scopre la verità sull'omicidio di Keith da parte di Dan, il quale finisce quindi in prigione dopo aver confessato, il diploma del liceo per i protagonisti e con Karen e Haley che danno alla luce i loro bambini, rispettivamente Lily Roe Scott e James Lucas Scott.

### Quinta stagione
Sono passati quasi cinque anni dalla fine del liceo e della precedente stagione e quindi ritroviamo i ragazzi alle prese con le difficoltà della vita ormai adulta dopo il college. Il salto temporale viene mostrato in alcuni momenti attraverso dei flashback, che servono anche a spiegare perché i ragazzi sono tornati a Tree Hill e, a grandi linee, cos’è successo durante gli anni che non sono stati mostrati. Lucas è diventato uno scrittore ed è in crisi creativa dopo aver pubblicato il suo primo romanzo (quello di cui aveva iniziato la stesura durante la quarta stagione), un racconto dei suoi anni liceali focalizzato in particolare sulla sua storia d’amore con Peyton, circa due anni dopo il diploma e intanto ha iniziato una relazione con la sua editrice, Lindsey Strauss, che però viene subito messa in crisi appena Peyton torna in città dopo aver fallito nella produzione discografica a Los Angeles, dove per quello si era trasferita, in quanto lei e Lucas, in realtà, non si sono mai dimenticati e si amano ancora (e il motivo della loro rottura, avvenuta durante il salto temporale, circa un anno dopo il diploma, viene spiegato tramite i flashback durante la stagione). La ragazza, inoltre, una volta tornata, si convince a ripartire da zero e, con l'aiuto di Lucas e Brooke, riesce ad aprire una sua etichetta discografica, la "Red Bedroom Records". Il matrimonio di Nathan e Haley affronta il suo momento di maggior crisi quando Nathan cade in depressione dopo aver subìto un grave infortunio e sembra costretto a rinunciare per sempre alla sua carriera nel basket. Brooke, invece, è maturata, si è lasciata alle spalle l'adolescente problematica che era e i drammi amorosi liceali e ora si sente finalmente pronta per pensare ad un vero progetto di vita e ad avere una famiglia al di là del successo personale dopo essere diventata una famosa stilista grazie al successo internazionale di “Clothes Over Bros”. Inoltre, lei e Peyton, dopo le incomprensioni avute al liceo per via del triangolo amoroso, sono andate avanti e ora sono più vicine e unite che mai, sostenendosi in tutte le rispettive difficoltà della vita. Lucas e Skills, invece, sono diventati i nuovi coach dei Ravens ed aiutano un ragazzo problematico ma molto intelligente e con grande potenziale, Quentin, con anche il supporto di Haley, divenuta a sua volta insegnante di letteratura al liceo. La crisi di Nathan e Haley, poi, si aggrava quando la tata di James, Carrie, inizia a fare delle avances a Nathan e i due arrivano ad un passo dal divorzio. Altro fatto che sconvolge la coppia è il rapimento, sempre da parte della tata, di James, che viene salvato da Dan, rilasciato di prigione anticipatamente in libertà vigilata per buona condotta. Mouth, invece, deve affrontare diverse difficoltà lavorative e, nel frattempo, si innamora di Millicent, l'assistente di Brooke, iniziando una storia importante con lei.

### Sesta stagione
Lucas e Peyton finalmente si ritrovano, iniziano la loro relazione adulta, andando a convivere, e si fidanzano ufficialmente, mentre in seguito scoprono anche di aspettare un bambino, anche se, purtroppo, in un secondo momento, i dottori dicono ai ragazzi che la gravidanza di Peyton è a rischio a causa di una patologia chiamata placenta previa e quindi i due si trovano a dover affrontare e gestire anche questa difficile situazione. Brooke viene aggredita all’interno del suo negozio e deve inizialmente affrontare le conseguenze traumatiche di questo evento, poi prende una ragazza adolescente in affidamento, Sam, ed entra in lotta con la madre Victoria, sua socia in affari, per il controllo della "Clothes Over Bros". Inoltre, Lucas vede il suo primo libro selezionato per diventare un film dal giovane produttore Julian Baker, che si scopre essere un ex di Peyton del periodo in cui lei e Lucas si erano lasciati tra la quarta e quinta stagione, ma che poi si innamora invece di Brooke e inizia una storia importante con lei, la quale trova così finalmente il grande amore e la persona giusta che da tanto cercava. Intanto, Chase, il ragazzo frequentato da Brooke durante la quarta stagione, torna a sua volta a Tree Hill e inizia una storia con Mia, una giovane artista scoperta e lanciata da Peyton nella stagione precedente grazie alla sua casa discografica, che ormai ha ingranato e sta avendo successo, mentre Mouth e Millie lavorano sulla loro relazione. Nathan e Haley, invece, superata la loro crisi, cercano di raggiungere degli obiettivi personali: lei si riavvicina alla musica mentre lui ricomincia finalmente a giocare a basket dopo essersi ripreso dall’infortunio. Il finale vede Lucas e Peyton prima sposarsi e infine diventare genitori della piccola Sawyer Brooke Scott.

### Settima stagione
È passato un anno rispetto agli eventi finali della sesta stagione e Lucas e Peyton hanno lasciato Tree Hill insieme a Sawyer. Vengono introdotti due nuovi personaggi: Quinn, sorella maggiore di Haley, e Clay, il manager di Nathan. Torna anche Rachel come moglie di Dan e sua agente in un programma televisivo sulla redenzione. Julian, che intanto si è trasferito a Tree Hill per stare con Brooke, ed Alex, una modella assunta da Brooke stessa, iniziano a lavorare ad un film insieme, ma le cose si complicano quando Alex si innamora di Julian, causando una crisi tra lui e Brooke. Chase e Mia invece si lasciano. La prima metà della stagione affronta l'evolversi della relazione amorosa tra Clay e Quinn, che cerca di superare la morte della moglie Sara, la carriera di Nathan nell'NBA messa a rischio da uno scandalo di natura sessuale, Brooke che lancia la sua nuova linea di moda, e Millie che entra nel tunnel della droga. La seconda metà della stagione invece vede Haley cadere in depressione dopo la morte della madre, Clay perseguitato da Katie, ovvero la sosia della sua defunta moglie, e un nuovo triangolo che vede Mouth e Skills contendersi Lauren, un’insegnante di James. Il ciclo si conclude con il gruppo felicemente in viaggio per lo Utah al fine di assistere all'anteprima del film di Julian ed Alex e la proposta di matrimonio da parte di Julian a Brooke.

### Ottava stagione
Clay e Quinn lottano per la sopravvivenza dopo che Katie ha attentato alla loro vita e cercano di riprendersi dalle conseguenze traumatiche di questo avvenimento. Nathan sta per iniziare il suo secondo anno nell'NBA, ma, a causa dei dolori alla schiena dovuti al suo infortunio di qualche anno prima, decide di ritirarsi e di aiutare Clay con la sua agenzia sportiva, la "Fortitude", diventando suo socio. Haley è nuovamente incinta e partorirà una bambina, a cui lei e Nathan daranno il nome Lydia, proprio come la defunta mamma della ragazza. Brooke e Julian preparano il loro matrimonio e in seguito si sposano, mentre la "Clothes Over Bros" è costretta a chiudere a causa di alcune frodi perpetrate da Victoria e Millie. Alex e Chase iniziano una relazione, ma Mia si mette in mezzo dando vita all'ennesimo triangolo. A fine stagione Haley, con Brooke come partner, decide di riaprire il Karen's Cafè. Inoltre, Julian e Brooke, dopo aver ricevuto tempo prima la nefasta notizia che lei non potesse avere figli e un tentativo di adozione fallito, scopriranno che lei è riuscita miracolosamente a rimanere incinta e diventeranno poi genitori dei gemelli Davis e Jude Baker.

### Nona stagione
È passato un anno dalla fine dell’ottava stagione. Clay lotta con un disturbo mentale dovuto al suo passato che lo porterà ad affrontare grossi cambiamenti nella sua vita mentre Quinn cerca sempre di stargli vicino. Nathan viene rapito da un malvivente dell'est coinvolto in scommesse illegali sul basket durante il suo lavoro come agente sportivo, così Haley, disperata e abbandonata anche dalla polizia che non crede che a lui possa davvero essere successo qualcosa, per ritrovarlo si trova costretta a chiedere aiuto a Dan, che nel frattempo ha scovato una pista per conto proprio e insieme organizzano un piano per liberare Nathan. Julian affronta un trauma dovuto alle sue doti di padre e in seguito decide di tentare la strada di produttore e autore televisivo, mentre Brooke si trova in competizione con la proprietaria di una caffetteria che apre proprio di fronte al "Karen's Cafè" e deve far fronte anche al ritorno di Xavier Daniels (il criminale che l'aggredì alla "Clothes Over Bros" anni prima), Alex lascia la città e Chase stringe amicizia con Chris Keller, tornato a Tree Hill per gestire la "Red Bedroom Records" insieme a Haley. Mouth soffre invece di disturbi alimentari mentre Millie cerca di stargli accanto. Compare finalmente, dopo tanti anni di assenza, anche il padre di Brooke, mentre ritorna, anche se per una sola puntata, Lucas, chiamato da Haley per affidare a lui e Peyton i bambini per un po’ mentre lei è impegnata nella ricerca di Nathan.

## Personaggi e interpreti
- Lucas Scott (stagioni 1-6, guest 9), interpretato da Chad Michael Murray, doppiato da Stefano Crescentini.
- Nathan Scott (stagioni 1-9), interpretato da James Lafferty, doppiato da David Chevalier.
- Peyton Sawyer (stagioni 1-6), interpretata da Hilarie Burton, doppiata da Domitilla D'Amico.
- Haley James (stagioni 1-9), interpretata da Bethany Joy Lenz, doppiata da Federica De Bortoli.
- Brooke Davis (stagioni 1-9), interpretata da Sophia Bush, doppiata da Perla Liberatori.
- Daniel "Dan" Scott (stagioni 1-7, 9, guest 8), interpretato da Paul Johansson, doppiato da Maurizio Reti.
- Brian "Whitey" Durham (stagioni 1-4, guest 5-6), interpretato da Barry Corbin, doppiato da Bruno Alessandro.
- Keith Scott (stagioni 1-3, guest 4 e 9), interpretato da Craig Sheffer, doppiato da Mauro Gravina.
- Karen Roe (stagioni 1-4, guest 5-6), interpretato da Moira Kelly, doppiato da Irene Di Valmo.
- Deborah "Deb" Lee-Scott (stagioni 1-4, 6, ricorrente 5, guest 9), interpretato da Barbara Alyn Woods, doppiato da Antonella Rinaldi.
- Marvin "Mouth" McFadden (stagioni 3-9, ricorrente 1-2), interpretato da Lee Norris, doppiato da Gabriele Lopez.
- Antwon "Skills" Taylor (stagioni 4-7, ricorrente 1-3, 8-9), interpretato da Antwon Tanner, doppiato da Alberto Bognanni.
- Rachel Gatina (stagione 4, ricorrente 3 e 7, guest 5), interpretata da Danneel Harris, doppiato da Valentina Mari.
- James "Jamie" Lucas Scott (stagioni 5-9), interpretato da Jackson Brundage, doppiato da Tito Marteddu.
- Millicent "Millie" Huxtable (stagioni 6-9, ricorrente 5), interpretata da Lisa Goldstein, doppiato da Licia Miorando.
- Julian Baker (stagioni 7-9, ricorrente 6), interpretato da Austin Nichols, doppiato da Roberto Certomà.
- Clayton "Clay" Evans (stagioni 7-9), interpretato da Robert Buckley, doppiato da Emiliano Coltorti.
- Quinn James (stagioni 7-9), interpretata da Shantel VanSanten, doppiata da Maura Cenciarelli.
- Alex Dupre (stagioni 7-9), interpretata da Jana Kramer, doppiata da Gaia Bolognesi.
- Chase Adams (stagioni 8-9, ricorrente 4-7), interpretato da Stephen Colletti, doppiato da Marco Vivio.
- Chris Keller (stagione 9, ricorrente 2-3, guest 4), interpretato da Tyler Hilton, doppiato da Stefano Billi (st. 2) e da Davide Lepore (st. 3-4, 9).

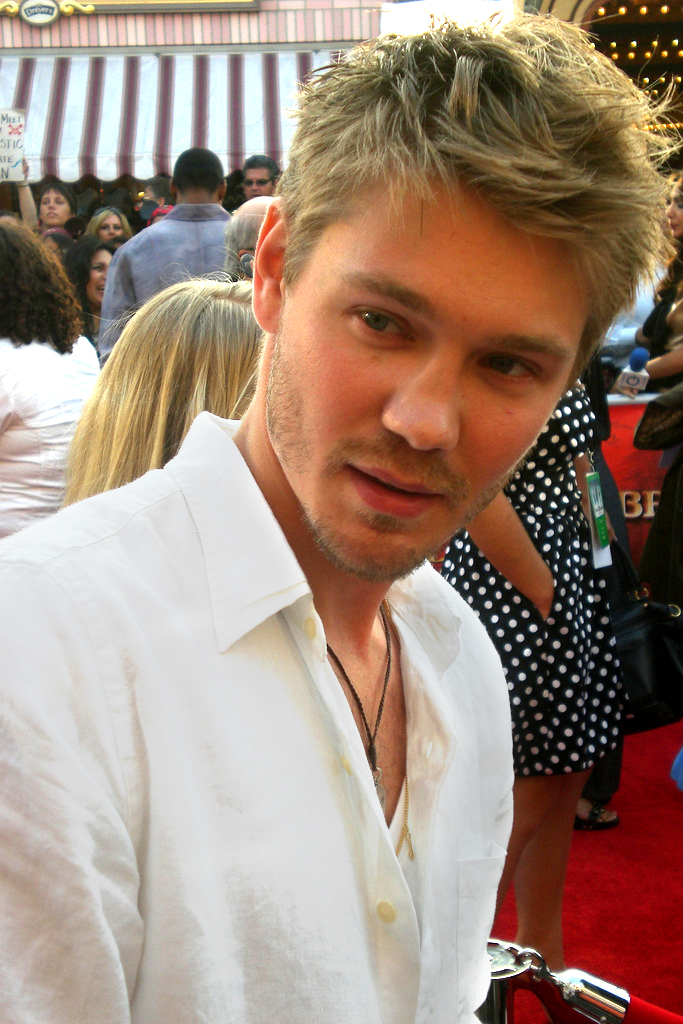
Chad Michael Murray interpreta Lucas Scott
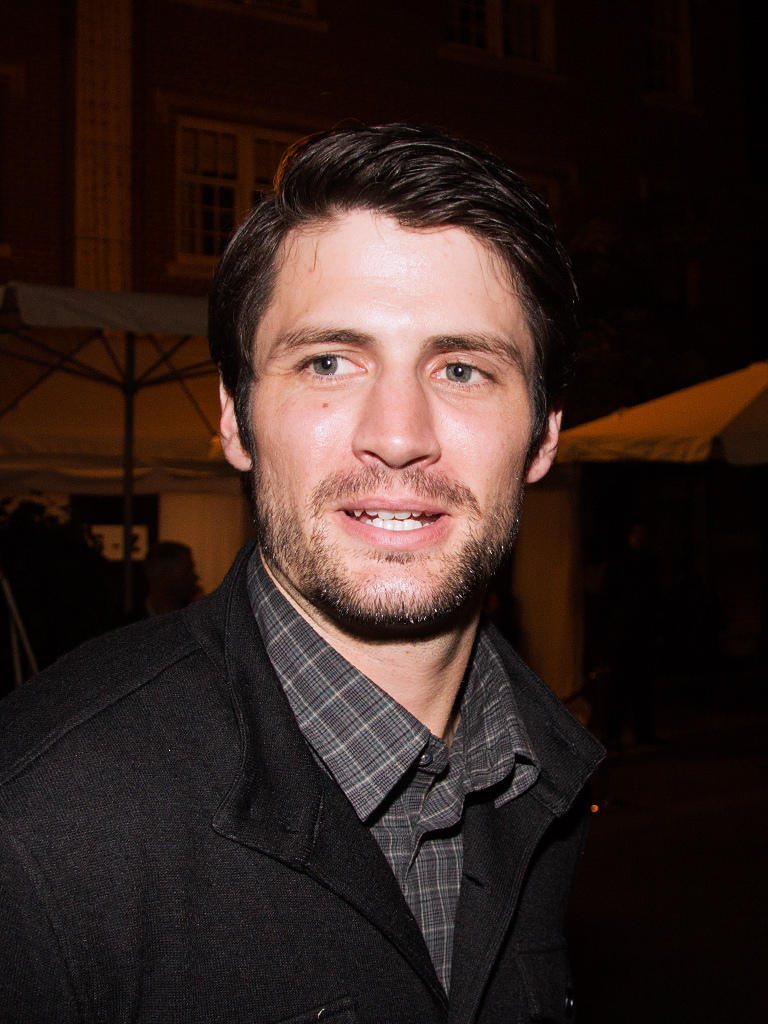
James Lafferty interpreta Nathan Scott
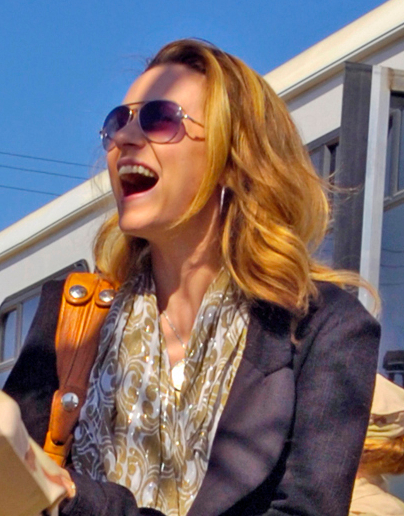
Hilarie Burton interpreta Peyton Sawyer
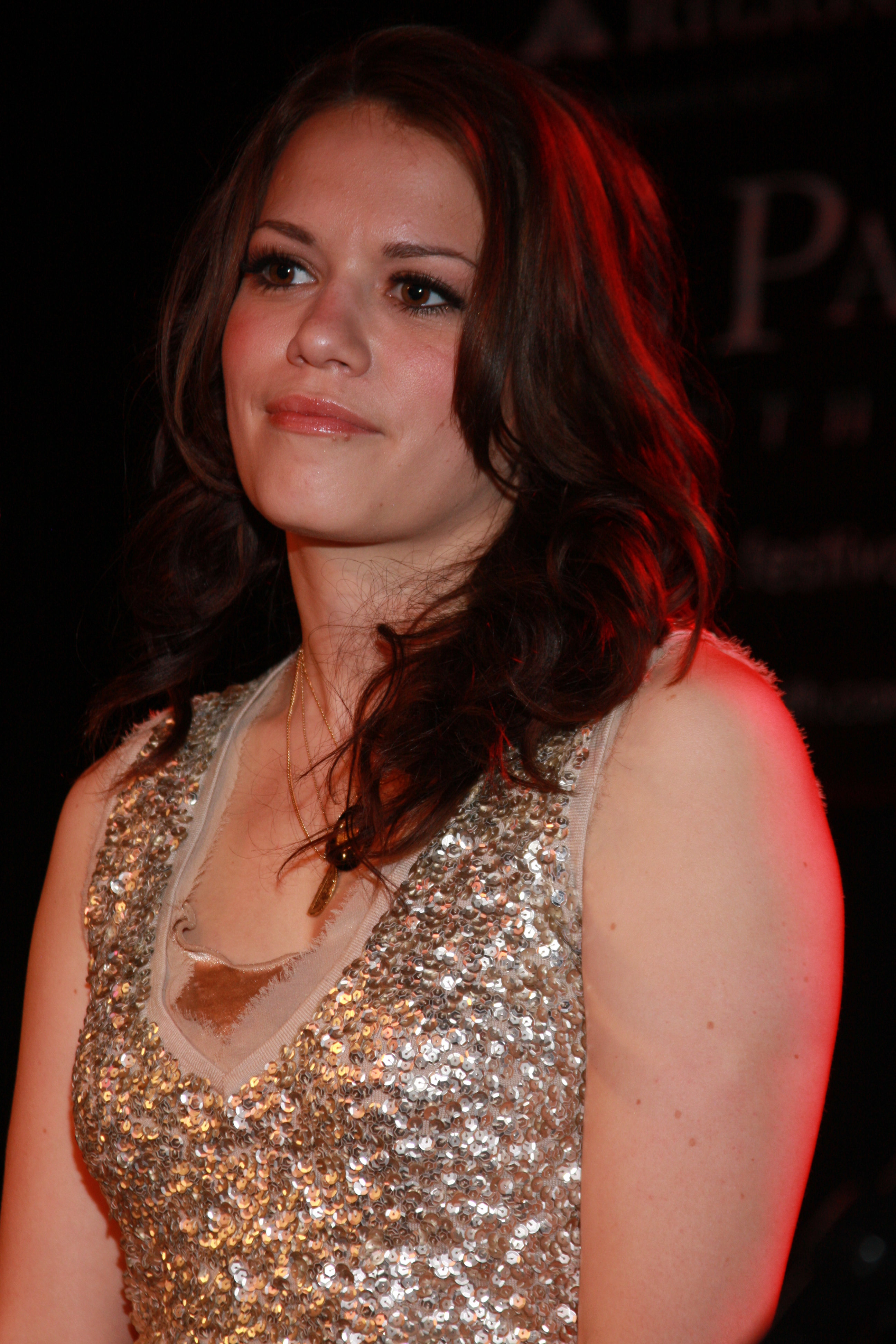
Bethany Joy Lenz interpreta Haley James
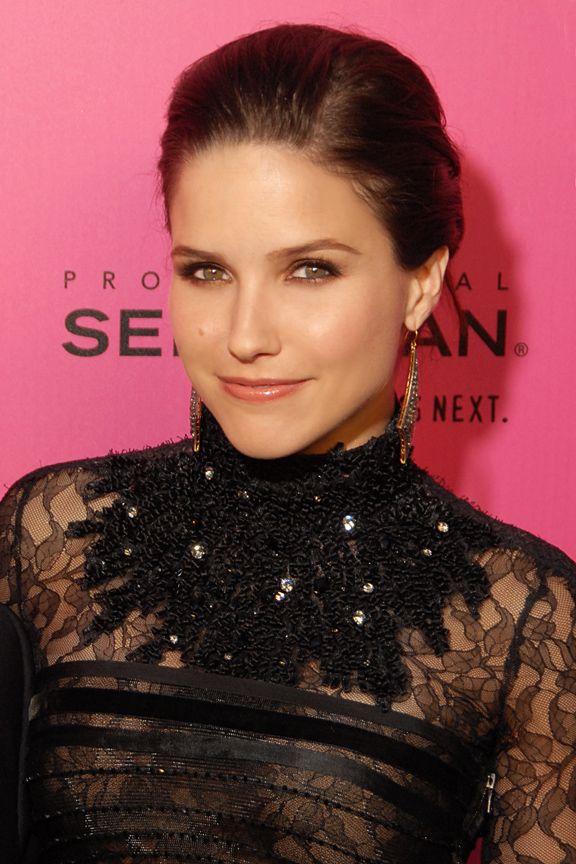
Sophia Bush interpreta Brooke Davis
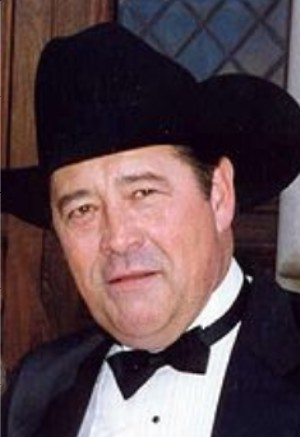
Barry Corbin interpreta Brian "Whitey" Durham
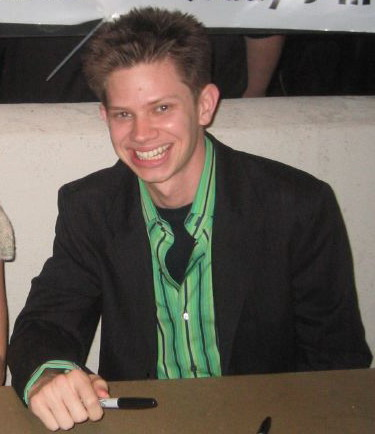
Lee Norris interpreta Marvin "Mouth" McFadden
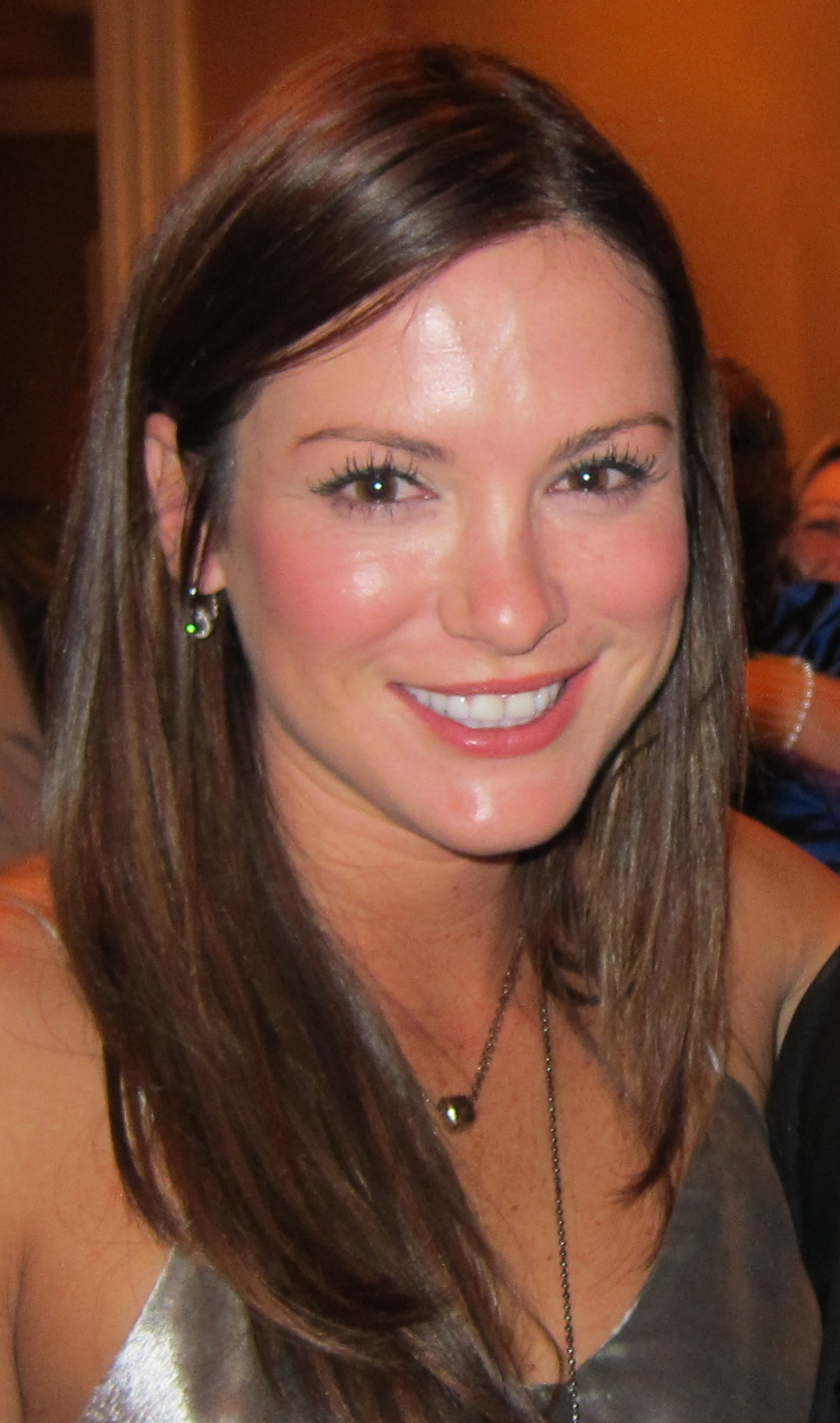
Danneel Harris interpreta Rachel Gatina
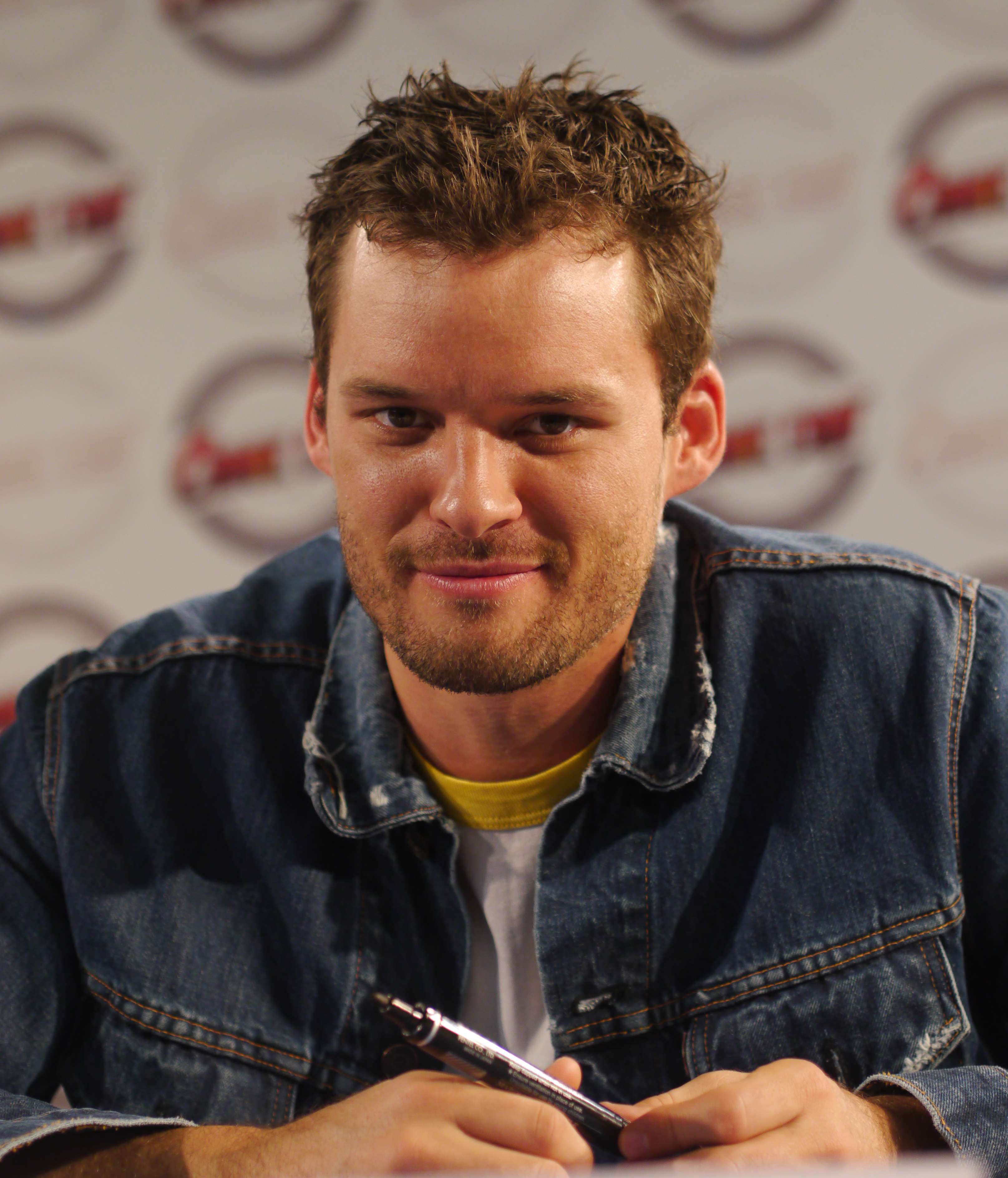
Austin Nichols interpreta Julian Baker
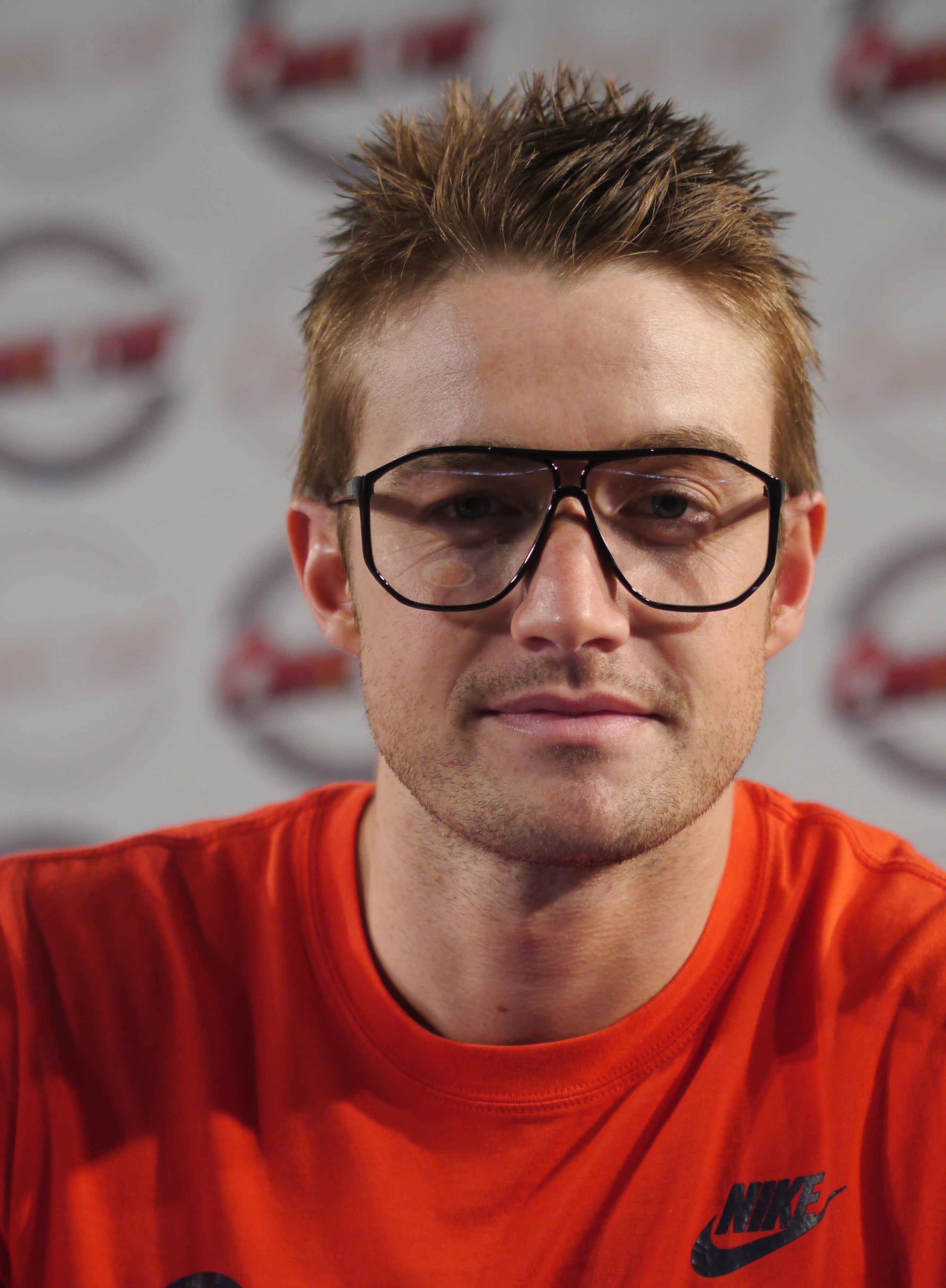
Robert Buckley interpreta Clayton "Clay" Evans
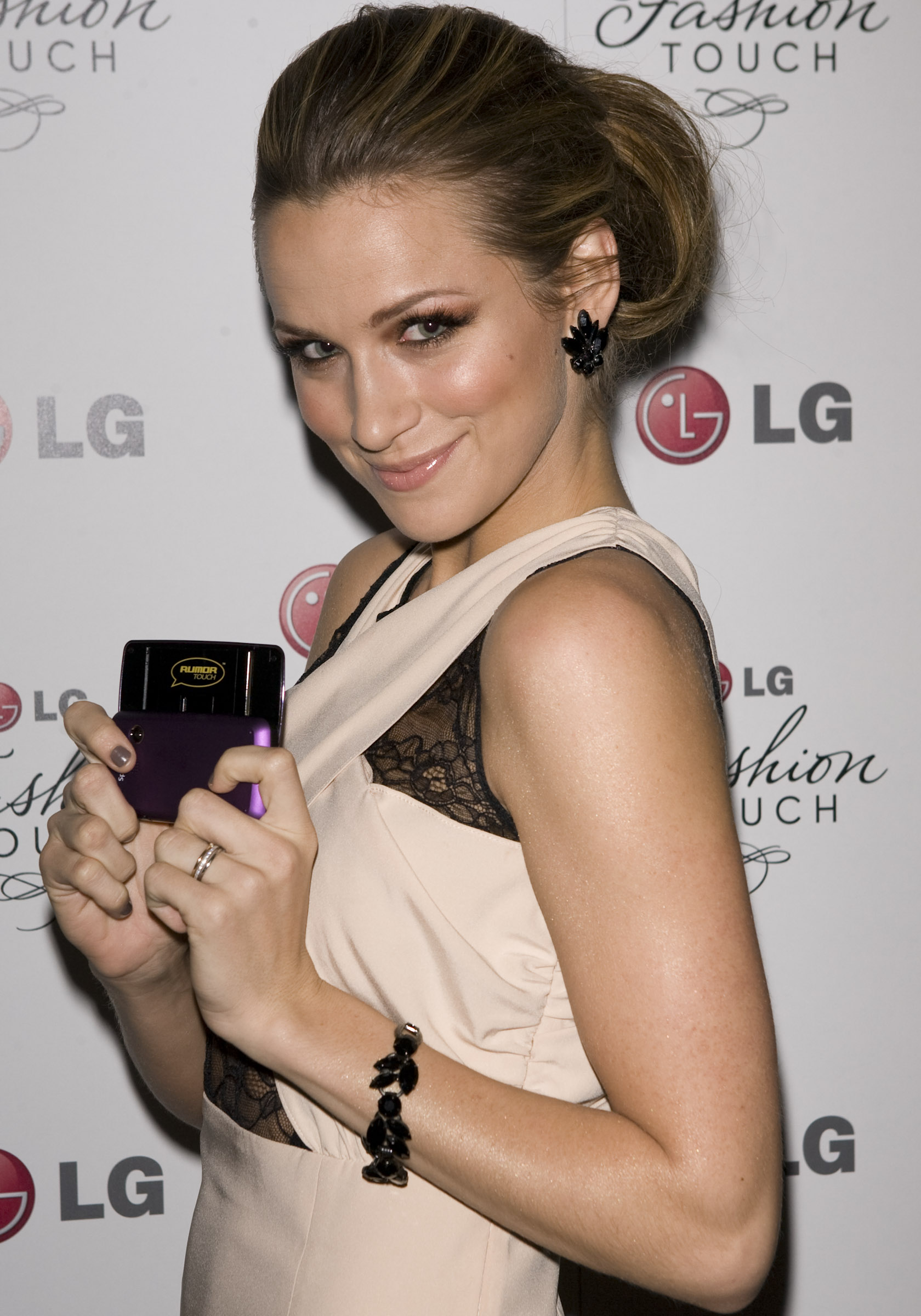
Shantel VanSanten interpreta Quinn James
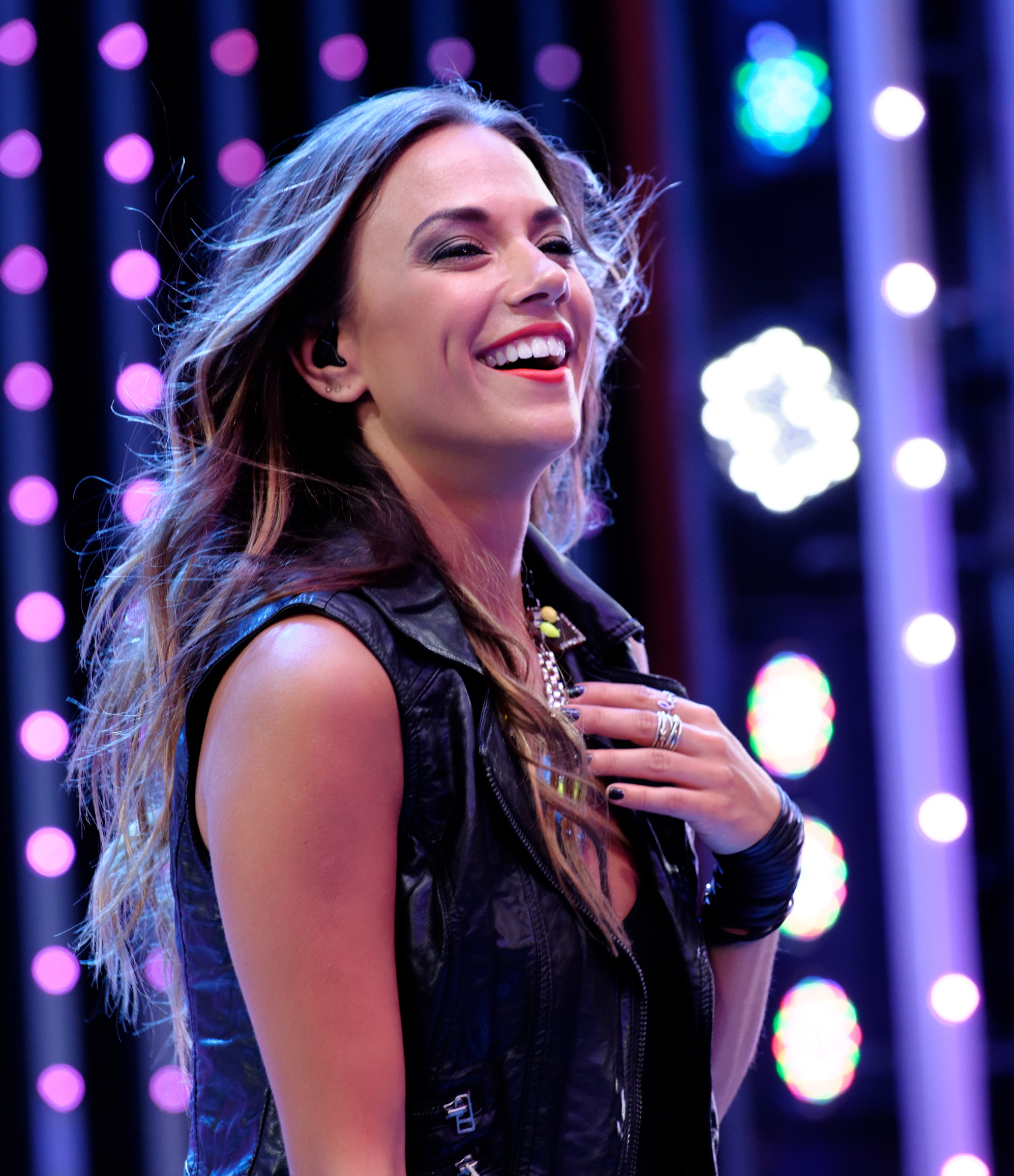
Jana Kramer interpreta Alex Dupre
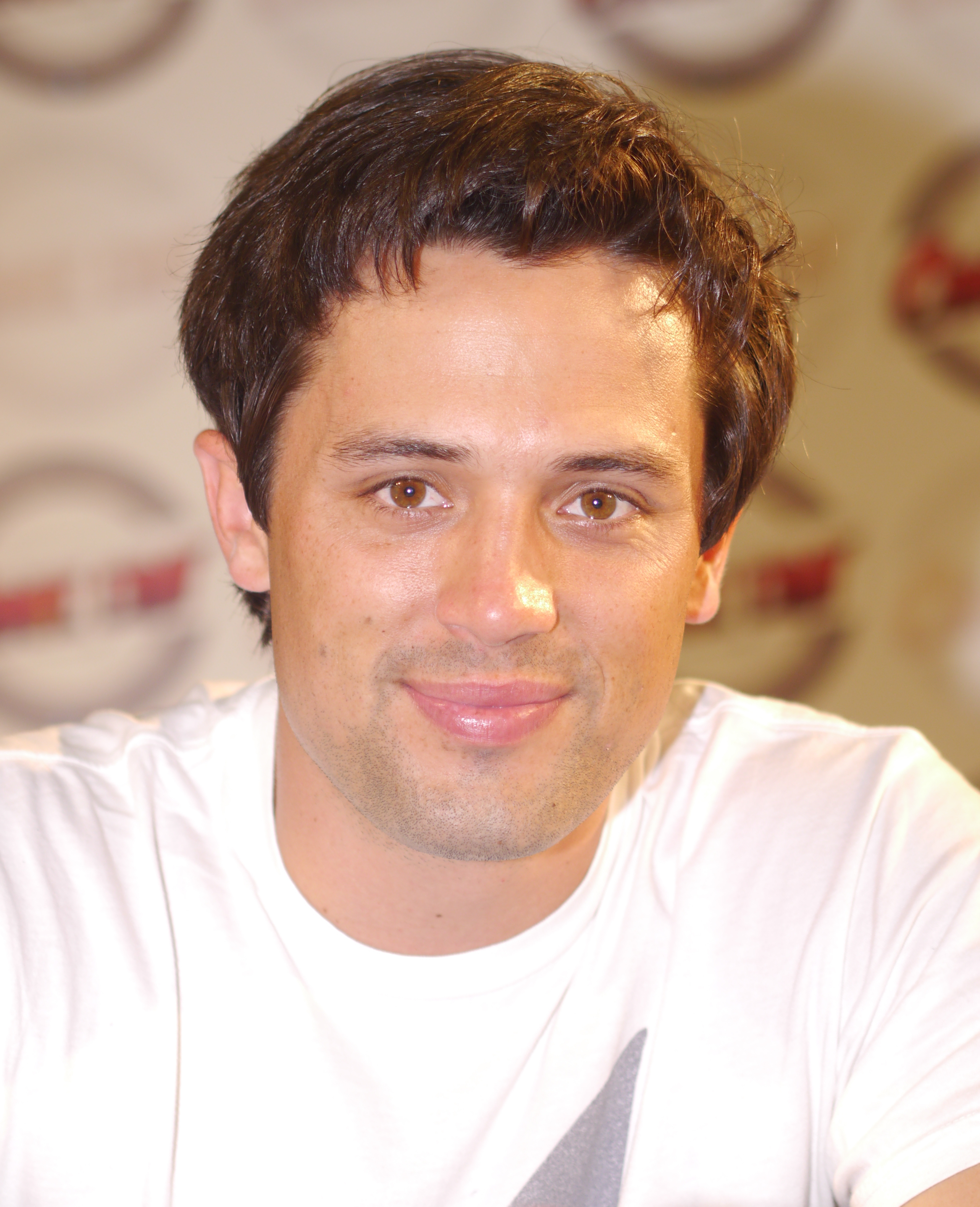
Stephen Colletti interpreta Chase Adams
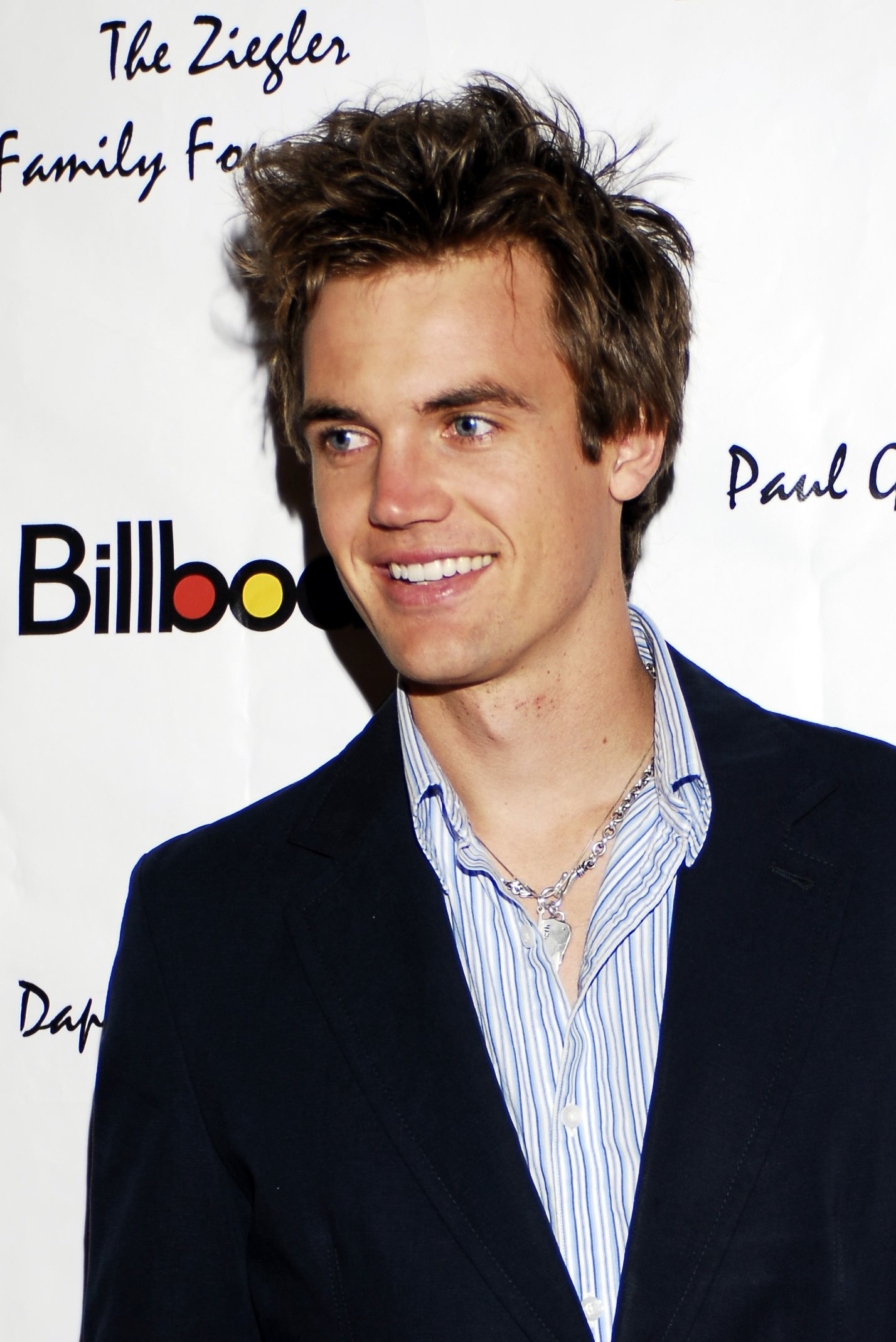
Tyler Hilton interpreta Chris Keller

## La sigla
La canzone della sigla è I Don't Want to Be, utilizzata dalla prima alla quarta stagione, e poi di nuovo nell'ottava. Nelle altre stagioni è utilizzato semplicemente il logo e i crediti agli attori sono riportati subito dopo.
Stagione 1
- Chad Michael Murray (Lucas Scott)
- James Lafferty (Nathan Scott)
- Hilarie Burton (Peyton Sawyer)
- Bethany Joy Lenz (Haley James Scott)
- Paul Johansson (Dan Scott)
- Sophia Bush (Brooke Davis)
- Barbara Alyn Woods (Deb Scott)[1]
- Barry Corbin (Brian "Whitey" Durham)
- Craig Sheffer (Keith Scott)
- Moira Kelly (Karen Roe)

Stagione 2
- Chad Michael Murray (Lucas Scott)
- James Lafferty (Nathan Scott)
- Hilarie Burton (Peyton Sawyer)
- Bethany Joy Lenz (Haley James Scott)
- Paul Johansson (Dan Scott)
- Sophia Bush (Brooke Davis)
- Barbara Alyn Woods (Deb Scott)
- Barry Corbin (Brian "Whitey" Durham)
- Craig Sheffer (Keith Scott)
- Moira Kelly (Karen Roe)

Stagione 3
- Chad Michael Murray (Lucas Scott)
- James Lafferty (Nathan Scott)
- Hilarie Burton (Peyton Sawyer)
- Bethany Joy Lenz (Haley James Scott)
- Paul Johansson (Dan Scott)
- Sophia Bush (Brooke Davis)
- Barbara Alyn Woods (Deb Scott)
- Lee Norris (Mouth McFadden)
- Barry Corbin (Brian "Whitey" Durham)
- Craig Sheffer (Keith Scott)[2]
- Moira Kelly (Karen Roe)

Stagione 4
- Chad Michael Murray (Lucas Scott)
- James Lafferty (Nathan Scott)
- Hilarie Burton (Peyton Sawyer)
- Bethany Joy Lenz (Haley James Scott)
- Paul Johansson (Dan Scott)
- Sophia Bush (Brooke Davis)
- Barbara Alyn Woods (Deb Scott)
- Lee Norris (Mouth McFadden)
- Antwon Tanner (Skills Taylor)
- Danneel Harris (Rachel Gatina)
- Barry Corbin (Brian "Whitey" Durham)
- Moira Kelly (Karen Roe)

Stagione 5 (solo crediti)
- Chad Michael Murray (Lucas Scott)
- James Lafferty (Nathan Scott)
- Hilarie Burton (Peyton Sawyer)
- Bethany Joy Lenz (Haley James Scott)
- Sophia Bush (Brooke Davis)
- Lee Norris (Mouth McFadden)
- Antwon Tanner (Skills Taylor)
- Jackson Brundage (Jamie Scott)
- Paul Johansson (Dan Scott)

Stagione 6 (solo crediti)
- Chad Michael Murray (Lucas Scott)
- James Lafferty (Nathan Scott)
- Hilarie Burton (Peyton Sawyer)
- Bethany Joy Lenz (Haley James Scott)
- Sophia Bush (Brooke Davis)
- Jackson Brundage (Jamie Scott)
- Antwon Tanner (Skills Taylor)
- Lee Norris (Mouth McFadden)
- Lisa Goldstein (Millie Huxtable)
- Paul Johansson (Dan Scott)
- Barbara Alyn Woods (Deb Scott)

Stagione 7 (solo crediti)
- James Lafferty (Nathan Scott)
- Bethany Joy Lenz (Haley James Scott)
- Sophia Bush (Brooke Davis)
- Austin Nichols (Julian Baker)
- Robert Buckley (Clay Evans)
- Shantel VanSanten (Quinn James)
- Lee Norris (Mouth McFadden)
- Jana Kramer (Alex Dupre)
- Lisa Goldstein (Millie Huxtable)
- Jackson Brundage (Jamie Scott)
- Paul Johansson (Dan Scott)
- Antwon Tanner (Skills Taylor)

Stagione 8
- James Lafferty (Nathan Scott)
- Bethany Joy Lenz (Haley James Scott)
- Sophia Bush (Brooke Davis)
- Austin Nichols (Julian Baker)
- Robert Buckley (Clay Evans)
- Shantel VanSanten (Quinn James)
- Jackson Brundage (Jamie Scott)
- Lee Norris (Mouth McFadden)
- Jana Kramer (Alex Dupre)
- Lisa Goldstein (Millie Huxtable)
- Stephen Colletti (Chase Adams)

Stagione 9 (solo crediti)
- James Lafferty (Nathan Scott)
- Bethany Joy Lenz (Haley James Scott)
- Sophia Bush (Brooke Davis)
- Austin Nichols (Julian Baker)
- Robert Buckley (Clay Evans)
- Shantel VanSanten (Quinn James)
- Jackson Brundage (Jamie Scott)
- Lee Norris (Mouth McFadden)
- Jana Kramer (Alex Dupre)
- Lisa Goldstein (Millie Huxtable)
- Stephen Colletti (Chase Adams)
- Tyler Hilton (Chris Keller)
- Paul Johansson (Dan Scott)

## Produzione

### Ideazione
Schwahn aveva pensato a One Tree Hill inizialmente come un film per il cinema con il titolo "Ravens", dal nome della squadra di basket del liceo; tuttavia in seguito si rese conto che l'idea sarebbe stata più interessante per una serie televisiva. Mark disse che l'idea della storia veniva dalle sue personali esperienze adolescenziali e che il personaggio che lo rappresentava meglio era quello di Mouth. Anche l'autore era andato a scuola in una piccola città e aveva giocato a basket ma alcuni dei suoi amici vi giocavano invece solo in strada. Scwhahn dichiarò che nel realizzare lo show, aveva creato Lucas come questa sorta di ragazzo "tosto" che veniva però dal lato sbagliato della città che ad un tratto diventa però ricercato e popolare: Mark voleva mostrare un cambiamento del genere amplificato dal mondo del basket che riteneva un espediente ideale per raccontare tante storie.
Tutti gli episodi sono titoli di canzoni, band o album musicali. Schwahn ha chiamato la città "Tree Hill" perché mentre stava scrivendo una prima bozza della serie, stava ascoltando l'album The Joshua Tree degli U2 (dove c'è una canzone chiamata proprio One Tree Hill). Quando la serie iniziò ad andare in onda, i fan spesso chiedevano a Schwahn perché lo show si chiama "One Tree Hill" visto che la città si chiamava solamente "Tree Hill". La questione viene risolta tramite Karen quando, parlando con Lucas nel finale della prima stagione, dice: "C'è una sola ed unica Tree Hill... ed è casa tua” (In originale: "There is only one Tree Hill...and it's your home”).

### Tematiche
One Tree Hill, in quanto teen drama, consiste nell'analisi di varie tematiche tipicamente umane e centrali della gioventù come l'amore, l'amicizia, la rivalità, la famiglia e il rapporto genitori-figli, il tradimento, il perdono, la redenzione, la crescita e la realizzazione personale e il trovare la propria strada. Tuttavia, le tematiche portanti sono senza dubbio il basket e le relazioni amorose e interpersonali tra i protagonisti.

#### Basket
Il basket è un elemento fondamentale dello show, che aggiunge una dose di virilità per attrarre un pubblico maschile. Il sito "CinemaSource.com" ha scritto: "L'unica cosa che potreste trovare strana guardando la serie è che la vita di questi adolescenti sembra dedicata tutta al basket e alle cheerleader; se capita infatti di vedere i protagonisti in aula, l'unico insegnante che vedrete sarà il coach Whitey Durham."
Nella seconda stagione, l'elemento del basket venne completamente rimosso dalla serie a causa di alcuni dirigenti convinti che lo show era diretto troppo verso un'audience maschile. David Janollari, l'allora presidente dell'intrattenimento alla The WB, attribuì in parte il successo della prima stagione quando si era deciso di spostare l'attenzione dall'elemento maschile dello sport a quello più universale delle relazioni amorose. Janollari disse che c'era tempo al limite per tornare sui propri passi a seconda della risposta del pubblico. Schwahn disse "Sono tante le ragazze che guardano la serie. [Nella prima stagione], le ragazze [della serie] erano solo una sorta di supporto dei ragazzi", così, di comune accordo con il produttore Joe Davola, decise di spostare l'attenzione sul sesso e le droghe. La mancanza del basket tuttavia, causò un crollo degli ascolti nella fascia maschile tanto che, nel 2006, Schwahn dichiarò: "Nella seconda stagione non abbiamo mai giocato a basket, poiché era il resto del loro penultimo anno liceale, e mi sono accorto che la serie ne ha risentito molto". Nella terza stagione il basket venne quindi reinserito attivamente nelle trame e da allora è rimasto sempre presente nella serie, ma non in maniera dominante come lo era nella prima stagione.

#### Relazioni amorose
La serie vanta varie coppie che hanno contribuito alla sua popolarità. Gli "shipper" più famosi sono quelli di "Lucas & Peyton (Leyton o LP)", "Nathan & Haley (Naley o NH)", “Brooke & Julian (Brulian o BJ)”, “Clay & Quinn (Clinn o CQ)”, "Brooke & Lucas (Brucas o BL)" e "Jake & Peyton (Jeyton o JP)", con tanto di fan video (montaggi musicali) e fan fiction su siti come YouTube e Fanfiction.net. Il termine "Naley" è stato menzionato nella serie e due delle coppie, ossia le due principali e più importanti della serie, i Leyton e i Naley, hanno le loro "frasi simbolo": Lucas e Peyton hanno, come citazioni più note, "Ci vediamo... (in originale 'I'll be seeing you')" (detta da Lucas e in seguito anche da Peyton), "Tu mi salvi sempre (in originale 'You're always saving me')" (detta da Peyton in diverse occasioni), “Lucas e Peyton - Vero Amore Eterno (in originale 'Lucas and Peyton - True Love Always')" (detta da Peyton e scritta dai due sulla porta del ripostiglio della camera di lei) e "La tua arte è importante e mi ha portato qui (in originale 'Your art matters, it's what got me here')" (detta da entrambi), mentre Nathan e Haley hanno "Sempre e per sempre (in originale 'Always and Forever')” come frase simbolo della loro storia. Nell'edizione italiana sfortunatamente questi riferimenti continui sono taltvolta andati persi a causa della traduzione non sempre uguale e fedele data ai suddetti leitmotiv.
Fin dall’inizio, Schwahn ha reso la storia d’amore tra Lucas e Peyton uno dei punti cardine della serie e sulla loro relazione ha dichiarato: "Chiariamo la questione: fin dal primo episodio ho elaborato un mondo dove Peyton e Lucas erano destinati a stare insieme..." "Secondo me, le basi per questa cosa sono state gettate fin dal primo episodio.. precisamente quando Lucas si trova a River Court alla fine dell'episodio e tutti abbiamo pensato che questa ragazza [Peyton] doveva essere la sua anima gemella.. e poi l'episodio finisce con lui che le dice “Ci vediamo… (in originale 'I'll be seeing you')". Per completare la loro dinamica, Schwahn ha aggiunto: "Sono due ragazzi che si portano addosso tutto il peso del loro mondo. Possono lasciare andare insieme questo peso? Il tema di Lucas e Peyton è: come impari ad essere felice quando hai passato così tanto tempo a portare addosso il dolore? Ti senti in colpa per il fatto che sei felice? Va bene lasciare andare quel dolore?". La coppia è anche caratterizzata da un altro tema primario: Lucas, fin da quando si sono conosciuti all’inizio della serie, è diventato il principale punto di riferimento di Peyton e c’è sempre stato per lei in ogni occasione e ogni volta che la ragazza, a causa della sua vita decisamente complicata, si è sentita smarrita, in difficoltà, ha avuto bisogno di aiuto o si è trovata in situazioni di estremo pericolo, portando poi a coniare il sopracitato “Tu mi salvi sempre”, tanto che, in occasione dell’episodio della sparatoria (in particolare la scena in cui Lucas trae in salvo una Peyton gravemente ferita) è stato appositamente composto da John Nordstrom uno specifico pezzo strumentale di accompagnamento, intitolato proprio "Saving Peyton". Il brano è stato riutilizzato anche in seguito, come ad esempio durante la scena in cui Peyton prende definitivamente coscienza del suo amore mai davvero dimenticato per Lucas durante la festa pre-matrimonio per Nathan e Haley nell'episodio Inseguire l'amore.
Rendere Lucas e Peyton la storia d'amore centrale ha creato un acceso scontro con quei fan che invece avrebbero preferito che il ragazzo si mettesse con Brooke. Schwahn in proposito ha dichiarato: "Sono due fazioni molto appassionate e non pensate che non lo sappia" e "… penso che ogni tanto uno dei due gruppi pensi di essere ignorato in favore dell'altro”. L'autore ha anche aggiunto che, pur avendo pensato a Lucas e Peyton insieme fin dall'inizio, questo non significava che non c'erano speranze di finire insieme per Brooke e Lucas, non ignorando “l'alchimia” che c'era tra Chad Michael Murray e Sophia Bush, i due interpreti: non era insomma ostinato per forza sul finale Leyton. Schwahn, però, ha anche smentito le voci secondo cui il divorzio tra Murray e la Bush avrebbe influito sulla risoluzione del triangolo amoroso, confermando che ogni decisione riguardo la relazione tra Lucas e Brooke (e di conseguenza anche la loro rottura definitiva) è stata presa in autonomia e a prescindere dalle questioni private dei due attori. Schwahn ha anche dichiarato che il triangolo amoroso Peyton-Lucas-Brooke è diventato un pilastro della serie e che "c'è un gran numero di fan dedito a Brooke e Lucas e alcune volte questi fan si sentono un po’ traditi, così come accaduto a quelli di Peyton e Lucas [nella seconda stagione e parte della terza], il che significa che stiamo facendo le cose correttamente perché è questa la forza di un triangolo amoroso".

La "sensazione di tradimento" è stata avvertita dai fan a partire dall'episodio Alla fine tutto torna quando, dopo aver detto che c'è una ragazza che sta perdendo e alla quale deve dichiarare i suoi sentimenti, Lucas si presenta alla porta di Brooke invece che a quella di Peyton. La maggior parte degli spettatori non riusciva proprio a collegare la battuta di Lucas a Brooke, visto che è Peyton la ragazza di cui il protagonista era stato innamorato per tutta la prima stagione e che, negli episodi precedenti a quello citato, era anche effettivamente colei da cui si era allontanato e nell’episodio stesso i due avevano perfino avuto un’accesa discussione sulla frattura che si era creata nel loro rapporto, sottolineando quanto entrambi soffrissero perché si erano allontanati (mentre per Brooke Lucas non aveva mai provato, come da lui stesso dichiarato in più di un’occasione, alcun sentimento sincero, stando con lei soltanto per “ripiego”, e negli episodi precedenti a quello in questione non c’era stato alcun tipo di sviluppo significativo tra i due che giustificasse una frase del genere da parte sua rivolta a lei). Le domande principali che hanno iniziato quindi a porsi i fan sono: quand'è che Lucas stava eventualmente perdendo Brooke? Lucas intendeva che non voleva perderla? Era solo un espediente per far sembrare che si riferisse a Peyton? O si riferiva proprio a Peyton? Sono circolate anche molte speculazioni sul fatto che la relazione tra Chad e Sophia, in corso a quel tempo, avesse influito su questa svolta della trama, facendo cambiare repentinamente e in modo forzato la destinataria dei sentimenti di Lucas per sovrapporre la storia dei personaggi e quella tra gli attori. In merito alla suddetta frase “controversa” Schwahn ha dichiarato: 
C'è questa battuta tanto discussa… "Sento che la sto perdendo (in originale 'I feel like she's slipping away')". Ovviamente, l'ho inserita lì e poi ho subito specificatamente spostato verso un primo piano di Peyton perché volevo dire al pubblico: "Bene, sta parlando di Peyton. Chiaramente sta parlando di Peyton". Come sappiamo invece non è da lei che lui si è diretto e così online si è dibattuto sul fatto che lui non abbia mai detto a chi si riferisse in realtà. Così ci sono possibilità sia per i Brucas che per i Leyton, il che fa solo bene che alla serie.

L'altra coppia di primo piano della serie, Nathan e Haley, è stata un po' inaspettata, come ha dichiarato lo stesso James Lafferty, interprete di Nathan: "Mentre [Schwahn] stava scrivendo l'episodio pilota, aveva in mente qualcosa del genere, ma non sapeva bene dove andare a parare; tuttavia il responso dei fan è stato così forte, e la cosa non riesco a spiegarmela. È iniziato come una sorta di tradimento e di vendetta, ma in seguito si è tramutato in vero amore. Penso che ci sia stata una transizione dalla quale i fan sono stati presi e penso che sia qualcosa che al pubblico piaccia guardare." Secondo Schwahn: 
I fan di Nathan ed Haley sono molto numerosi e anche io li amo: questa coppia è d'oro ed è così amata perché è sempre stata la più stabile dello show. Mi sento confuso quando mi chiedono quando li lascerò essere felici perché hanno molti ostacoli da superare, ma li ho visti crescere, specialmente con il salto temporale [tra la quarta e quinta stagione], e raggiungere importanti obiettivi non solo personali, ma come famiglia.

### Struttura degli episodi
Gli episodi della serie seguono una struttura regolare: solitamente si inizia con un riassunto degli eventi rilevanti ai nuovi sviluppi narrativi, anche se questo espediente alle volte non viene usato per ragioni di tempo. Durante le prime quattro stagioni, la sigla partiva immediatamente dopo il riassunto o dopo pochissime prime scene. Quando un episodio affrontava argomenti seri o delicati, o quando non c'era tempo residuo, non c'era alcuna sigla ma solo la scritta "One Tree Hill" su uno sfondo nero. A partire dalla quinta stagione, la sigla I Don't Want to Be di Gavin DeGraw fu abbandonata in favore del solo logo nero. I fan presero male questa decisione così, a partire dall'ottava stagione, la sigla è stata ripristinata e viene eseguita in ogni episodio da un cantante differente. Sono diversi i motivi che hanno spinto Schwahn a rimuovere la sigla: 
Non è solo una questione di costi anche perché questo raramente incide creativamente sul nostro lavoro, ma è stato pur sempre un fattore che ha influito perché ogni anno ci viene diminuito il budget. Oltre questo, quando ho deciso di effettuare il salto temporale di quattro anni, ho ritenuto che "I Don't Want to Be" fosse più adatta agli anni liceali dei protagonisti: era incentrata sul chi si diventerà, sul chi si è e sul chi si sarà un giorno, per non parlare del fatto che erano 42 secondi da usare per altro girato. Insomma sono stati diversi i fattori che mi hanno fatto togliere la sigla, non è stata una decisione presa a cuor leggero.
"One Tree Hill" è noto per i suoi numerosi "voice-over" con diverse citazioni letterarie, o con pensieri e riflessioni dei protagonisti; la maggior parte di questi è stata fatta dal personaggio di Lucas, tuttavia in diverse occasioni, altri protagonisti hanno preso il suo posto, ma anche diverse guest star come Bryan Greenberg, Sheryl Lee, Torrey DeVitto e Ashley Rickards ad esempio, oltre ai personaggi di Bevin Mirskey (Bevin Prince), Chase Adams (Stephen Colletti), Shelly Simon (Elisabeth Harnois) e Glenda Farrell (Amber Wallace). Con il proseguire dello show tuttavia, l'utilizzo di numerosi canzoni ha sostituito i voice over; nei primi dodici episodi della settima stagione, dopo l'abbandono di Murray, Paul Johansson ha fatto da narratore alla serie con il personaggio di Dan e poi, dopo l'abbandono anche di quest'ultimo, nell'ottava stagione tale ruolo è passato ad Haley.

### La linea temporale
La linea temporale di "One Tree Hill" è stata gettata da Schwahn nel 2003; nella prima stagione i personaggi principali hanno sedici anni. La prima e seconda stagione equivalgono ad un anno, mentre la terza e la quarta stagione corrispondono all'ultimo anno liceale dei protagonisti. Per questo motivo, i personaggi hanno circa diciotto anni al termine della quarta stagione e quindi la temporalità della serie stride spesso con quella reale. La linea temporale è stata nuovamente alterata nella quinta stagione con la serie "riavviata drammaticamente ed ambientata quattro anni nel futuro, dopo che i personaggi si sono diplomati al college": a causa di questo, i personaggi hanno ventidue anni nel quinto ciclo. Nel 2009, Mark ha deciso di alterare la temporalità della serie un'ulteriore volta così ha ambientato la settima stagione quattordici mesi nel futuro rispetto alla fine del sesto ciclo, per far accettare meglio agli spettatori le brusche assenze di Chad Michael Murray ed Hilarie Burton. L'episodio finale dell'ottava stagione poi copre l'arco temporale di un anno, mentre la nona stagione si conclude, nei suoi ultimi minuti, con i protagonisti catapultati in un futuro imprecisato la sera di una partita di basket dei Ravens in cui giocherà James, il primogenito di Nathan e Haley, ormai adolescente.

Spiegando la ragione per cui ha iniziato la serie con degli adolescenti al terzo anno di superiori, Mark ha spiegato: "Lucas e Nathan erano giocatori importanti di basket e semplicemente questo non mi sembrava possibile con loro due al primo anno."
Volevo però anche tenere [i personaggi] al liceo il più possibile. Conosco un sacco di serie con cui abbiamo iniziato che ora hanno i protagonisti al college e vi ho sempre visto una perdita di energie in questo passaggio. È dura tenere tutti nello stesso college e farli restare insieme per una ragione plausibile, a meno che non lasci perdere alcuni tuoi principi.

Schwahn ha deciso di chiudere gli anni liceali dei protagonisti dopo la quarta stagione perché riteneva quella fase della loro vita ormai conclusa, dicendo, in merito al salto temporale che precede la quinta stagione: 
Il pubblico conosce i personaggi con cui è cresciuto per quattro stagioni, ma non sa dove loro siano stati nei quattro anni passati così che si presenti un mondo completamente nuovo, eppure familiare. Gli attori possono interpretare personaggi più vicini alla loro età ed in più avevamo ormai sfruttato diverse situazioni al liceo che di solito venivano affrontate al college. C'è anche la vita di Lucas da spiegare: se sta con una ragazza che non abbiamo mai incontrato oppure con Peyton o con Brooke con quale ragazza sta ora o se vive con Nathan e Haley. Abbiamo catapultato gli spettatori in questo mondo, ma durante il salto temporale sono successe molto cose per cui possiamo sempre prendere un pezzo di quello che è successo negli anni saltati e sfruttarlo quando serve.
Schwahn aveva la sensazione che alterare la linea temporale della serie avrebbe permesso alle storie di divenire un po' più complesse e l'idea è infatti piaciuta agli attori. Un critico ha detto: "La quinta stagione ha completamente reinventato "One Tree Hill"... È stata una mossa rischiosa, ma è andata bene."

### Musica

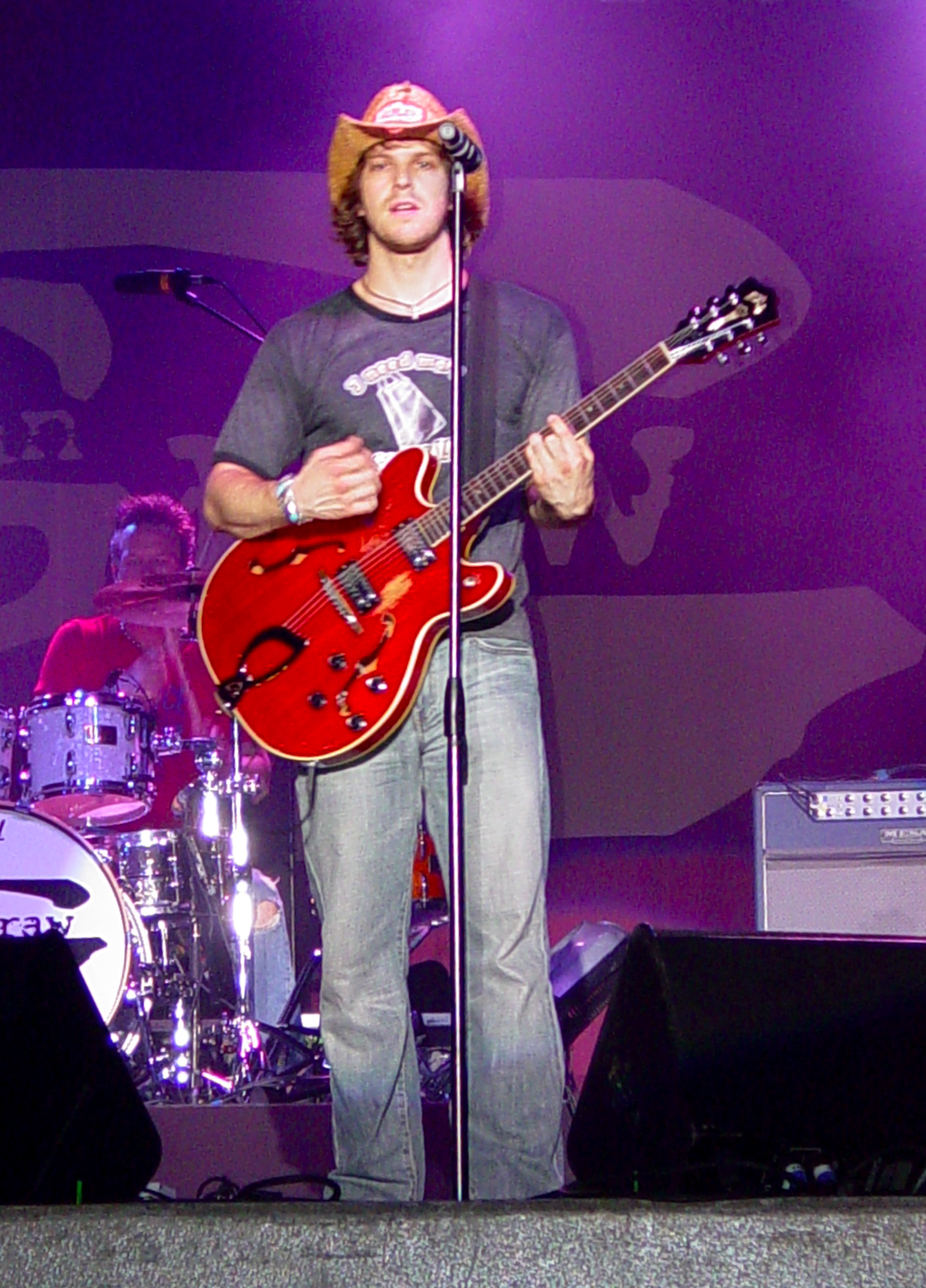
Gavin DeGraw canta la canzone di apertura. È stata una guest star nella prima, nella quinta e nella nona stagione

La musica ricopre un ruolo di primo piano all'interno della serie sia a livello di trama che nel passaggio di scena in scena. Diverse scene sono unite insieme alla fine di ogni episodio e la canzone, solitamente eseguita quasi sempre per intero, aiuta a collegare insieme scene apparentemente scollegate tra loro.
Oltre al servirsi di diversi artisti di musica indipendente, tanti artisti hanno partecipato alla serie in qualità di ospiti. Lo show ha utilizzato le aspirazioni musicali di due protagoniste (Peyton ed Haley) per integrare meglio le apparizioni di questi musicisti. Il fittizio disco-pub della serie, il "Tric", insieme al "Karen's Cafè", è stato teatro della maggior parte delle esibizioni musicali, soprattutto nella terza stagione durante la quale è stata anche pubblicata la seconda colonna sonora della serie. Lo show vanta una lunga lista di artisti che vi hanno partecipato: Gavin DeGraw, Sheryl Crow, The Wreckers, Jimmy Eat World, Fall Out Boy, Nada Surf, Jack's Mannequin, Michelle Featherstone, Lupe Fiasco, Within Reason, The Honorary Title, Grace Potter, Enation, Angels & Airwaves, Everly, Nick Lachey, Noisettes, Cheap Trick, Kid Cudi. La quinta stagione ha visto la creazione del personaggio di Mia Catalano che, grazie alla sua interprete Kate Voegele, porta avanti, parallelamente alla finzione, la sua carriera di cantante; nello stesso ciclo di episodi è anche apparso Kevin Federline nel ruolo di Jason. Bethany Joy Galeotti (Haley), Bryan Greenberg (Jake Jagielski) e Tyler Hilton (Chris Keller) si sono esibiti nello show; per quanto riguarda Haley, nel finale della quinta stagione esegue una nuova versione di "Feel This" pezzo della band Enation (di cui il marito di Joy fa parte) e con la quale si è anche esibita nella serie, mentre, a partire dal sesto ciclo, le canzoni di Haley sono in realtà del gruppo "Everly" di cui Joy fa parte insieme alla cantante Amber Sweeney. Pete Wentz dei Fall Out Boy è apparso in un paio di episodi dopo che la band aveva suonato al TRIC, come ragazzo interessato a Peyton. Altri artisti conosciuti che vengono ascoltati in sottofondo durante i vari episodi comprendono: Oasis, Radiohead, Stereophonics, Mclusky, Snow Patrol, Frightened Rabbit, Margot and the Nuclear So and So's, Bon Iver, Keane, Starsailor, Travis, Feeder, Dashboard Confessional, Pink (cantante), The Cure, Switchfoot, Audioslave e i Foo Fighters. Mike Grubbs, leader dei WAKEY! WAKEY!, è apparso nel ruolo del nuovo barista del "Tric" durante la settima stagione, ed ha eseguito qualche suo pezzo all'interno dello show.
Lo show ha realizzato tre album colonna sonora: One Tree Hill Volume 1 (contenente brani dalla prima e seconda stagione), One Tree Hill Volume 2: Friends with Benefit (contenente brani dalla seconda e terza stagione) e The Road Mix (contenente brani dalla terza e quarta stagione). I soldi incassati dalla vendita del secondo album sono stati devoluti alla National Breast Cancer Foundation. Il 13 novembre 2008 è apparsa sull'I-Tunes Store americano, una quarta compilation, intitolata semplicemente Music from One Tree Hill contenente brani tratti dalla sesta stagione; tuttavia l'acquisto del mix è solo in digitale (non è stato infatti pubblicato su cd) e valido negli store digitali americani, quindi non è possibile acquistarlo sull'iTunes Store italiano.
L'ideatore dello show, Mark Schwahn, ha fatto notare che il titolo di ogni episodio è il titolo di una canzone che ha qualcosa in comune al tema dell'episodio. Per esempio, l'episodio 101: "The Places You Have Come To Fear The Most" è una canzone dei Dashboard Confessional. In questo episodio Lucas capisce che il basket è l'unica sicurezza della sua vita.
One Tree Hill è l'unico show televisivo, oltre a I Soprano, ad essere stato autorizzato dai Led Zeppelin in persona per l'utilizzo di un loro pezzo all'interno di un episodio; l'episodio in questione è il 3.22 ("Chi si salverà?") ed il pezzo eseguito è Babe I'm Gonna Leave You.

### L’uscita di scena di Chad Michael Murray e Hilarie Burton
Il 12 maggio 2009 venne reso noto che Chad Michael Murray ed Hilarie Burton avevano deciso di non tornare per la settima stagione della serie. Per mesi su internet sono circolati pettegolezzi sul perché i due non sarebbero tornati così, a febbraio dello stesso anno, la CW annunciò di aver rinnovato la serie non specificando però quali membri del cast erano sotto contratto. Fu diffuso un video di Chad, all'apparenza ignaro di essere ripreso, dove diceva che la serie non lo voleva far tornare per problemi di budget e dove incoraggiava i fan a sostenerlo. Apparve in rete un altro video di Hilarie dove dichiarava che se avesse avuto lei il controllo creativo, sarebbe rimasta, facendo supporre che la CW l'avesse estromessa per conseguenza dell'abbandono di Chad. Sono circolate voci sul fatto che Chad avesse dato filo da torcere alla CW per rinnovare il suo contratto forzando il network a chiudere le negoziazioni. Per alcuni fan, "One Tree Hill" senza Chad ed Hilarie “sembrava come un Seinfeld senza Jerry Seinfeld ed Elaine", pensiero aggravato dal fatto che Lucas e Peyton, con la loro storia d'amore, erano sempre stati il fulcro dello show.
Ad aprile, Schwahn ha rivelato a Parigi che tutti gli attori avevano firmato per la settima stagione, tranne Murray e la Burton. "Stanno negoziando in questo momento e so che gli sono state fatte delle offerte vantaggiose, spero proprio che tornino. Se non lo faranno invece, c'è sempre la possibilità che lo show affronti alcune delle mosse più rischiose che abbiamo mai tentato." A maggio, Dawn Ostroff, la presidente dell'intrattenimento della CW, dichiarò: "Abbiamo cercato di farli restare; saremmo stati felicissimi, se solo avessero voluto". La Ostroff ha anche dichiarato che a causa della partenza di Chad ed Hilarie, One Tree Hill avrebbe dovuto reinventarsi, come accaduto con la quinta stagione ed il salto nel futuro di quattro anni. "Una serie che entra nel settimo anno di vita è molto propensa a reinventarsi, e questo è qualcosa in cui devo ammettere che il nostro Mark Schwahn è davvero bravo."

Hilarie dichiarò ad Entertainment Weekly che sarebbe potuta tornare come guest star se richiesta. Chiarì inoltre: "Non c'è stato tutto questo trambusto al riguardo. È stato un favoloso viaggio durato sei anni, che era il termine di durata del mio contratto, e mi sento veramente fortunata ad aver fatto parte dello show. Per questo quando ho sentito delle voci che volevano un trambusto o negoziazioni basate sui soldi, ciò ha ferito i miei sentimenti perché non era in alcun modo quello che stava accadendo in realtà. Penso che i miei fan in particolare sappiano che per me i soldi non sono una grande costante, ecco perché lavoro nel campo dei film indipendenti. Lo sapevo da un po'. Per me è stata assolutamente una decisione emotiva, e professionale allo stesso tempo. Sono stata davvero, davvero fortunata. "One Tree Hill" è stata la mia prima vera occasione professionale, è stato come una favola. Mi sento davvero fortunata ad avere un tale livello di successo appena fuori dalla porta." La Burton ha poi dichiarato:
Il proposito di quel video era di dissipare le voci che circolavano. Ho lavorato a lungo per MTV e so quanto delle voci possano influenzare. Tutti vogliono una storia sensazionale. La gente ha anche scritto che era colpa dei soldi e di me che avevo un salario troppo alto... Queste voci sono state davvero dolorose. Di tutti gli altri nella serie, ero quella che era davvero eccitata sul realizzare tutto il materiale extra come i tour in radio e nei centri commerciali, andare agli upfronts... Ho AMATO il mio coinvolgimento in questo show e volevo solo che i miei fan sapessero che non stavo voltando le spalle a questa fantastica opportunità che ho avuto negli ultimi sei anni. C'è la brutta tendenza di alcuni attori che pensano di aver superato lo show o il film che li ha resi famosi parlandone anche male. Non dirò mai cattiverie su "One Tree Hill". L'intera forma del mio mondo è cambiata grazie a questa serie e gli sarò sempre affezionata.
Le critiche maggiori sull'influenza data alla serie dall'abbandono di Lucas e Peyton, si sono concentrate maggiormente sulla mancanza di spiegazioni sul che fine avessero fatto i due, e che l'uscita di scena non fosse stata appropriata all'importanza avuta dalla coppia nella serie.

Schwahn ha dichiarato: "So che ci sono molti fan che guarderanno lo show per seguire la spiegazione dell'assenza di Lucas e Peyton.. [I due] sono in viaggio, passeranno del tempo con Karen e Andy, cresceranno la loro bambina e Lucas lavorerà al suo prossimo libro." Mark ha detto di trovare realistico vedere Lucas e Peyton in giro a vivere le loro vite: 
Sono stato molto chiaro con il network nel dire 'Ok, il pubblico potrebbe non accettare una nuova versione dello show, ma noi l'abbiamo già reinventato un paio di volte in passato'. Non voglio essere sbrigativo sulla partenza di Chad ed Hilarie, ma dopo un paio di episodi della nuova stagione, dovrete decidere se la nuova versione dello show vi piace o no. Non possiamo parlare di Lucas e Peyton ogni settimana, sarebbe più dannoso che d'aiuto. Ovviamente loro due sono stati una parte importante di "One Tree Hill", ma è giunto il momento di andare avanti.
Per riempire il vuoto lasciato dalla partenza di Chad ed Hilarie, Robert Buckley e Shantel VanSanten vennero assunti nei ruoli rispettivamente di Clay, l'agente di Nathan, e di Quinn, sorella di Haley. Austin Nichols (Julian) venne invece promosso nel cast regolare.
Entertainment Weekly riportò che se si fosse scoperto che l'ottava sarebbe stata l'ultima stagione della serie, c'era l'80% di possibilità che Chad ed Hilarie tornassero per l'episodio finale; tuttavia non fu così ed i due personaggi non fecero ritorno. La serie venne rinnovata per una nona ed ultima stagione e solo Murray acconsentì di tornare nei panni di Lucas per un solo episodio (il settimo della stagione), mentre Hilarie decise di non fare ritorno. Nell'episodio finale della serie non compaiono né Lucas né Peyton.
Inizialmente, i motivi di tale decisione non vennero resi ufficialmente noti, ma, quando nel novembre del 2017, vennero mosse delle accuse di molestie sessuali subìte da diverse attrici sul set di The Royals (altra serie sempre scritta da Mark Schwahn), le attrici di "One Tree Hill", tra cui la stessa Hilarie Burton, dichiararono che anche l'atmosfera sul loro set era stata resa tossica proprio dalle continue molestie di Schwahn, e in particolare nei confronti della Burton (motivo per il quale lei decise di non tornare più nella serie una volta uscita di scena e terminato il suo contratto originale).

## Episodi
La serie è stata inizialmente trasmessa sul network statunitense The WB, ma successivamente, a causa della fusione di quest'ultimo con il network americano UPN, la trasmissione dalla quarta alla nona stagione è stata sul network The CW.
In Italia la serie è stata trasmessa in chiaro su Rai 2 dal 6 giugno 2005 al 27 luglio 2012, con molte interruzioni, anche di anni, tra una stagione e l'altra; inoltre l'ultimo episodio, di durata leggermente maggiore di quella canonica di poco più di 40 minuti, è andato in onda in versione ridotta per non modificare il palinsesto della rete durante quella giornata e occupare l'orario standard previsto.
Le repliche della serie sono state trasmesse in prima visione pay da Mya dal 21 maggio 2008, a partire dalla quarta stagione anche in prima serata. Le repliche in chiaro, invece, sono andate in onda su Rai 4: le prime sette stagioni sono state trasmesse senza interruzioni o cambi di orario dal 20 settembre 2011 al 19 aprile 2012, mentre le ultime due dal 13 novembre al 31 dicembre 2012, quando è stato anche trasmesso per la prima volta l'ultimo episodio in versione integrale, a differenza di quanto accaduto alla prima visione.
| Stagione         | Episodi | Prima TV originale | Prima TV Italia |
| ---------------- | ------- | ------------------ | --------------- |
| Prima stagione   | 22      | 2003-2004          | 2005            |
| Seconda stagione | 23      | 2004-2005          | 2006-2007       |
| Terza stagione   | 22      | 2005-2006          | 2007            |
| Quarta stagione  | 21      | 2006-2007          | 2007            |
| Quinta stagione  | 18      | 2008               | 2009            |
| Sesta stagione   | 24      | 2008-2009          | 2010            |
| Settima stagione | 22      | 2009-2010          | 2011            |
| Ottava stagione  | 22      | 2010-2011          | 2012            |
| Nona stagione    | 13      | 2012               | 2012            |

### Ascolti e accoglienza negli USA
La serie ha avuto fin dall'inizio ottimi ascolti per il network di appartenenza, con la prima stagione che ha raggiunto una media di quasi 4 milioni di spettatori, mentre la seconda stagione è stata la più seguita con una media di circa 4,3milioni di spettatori, sebbene sia tuttavia considerata la peggiore delle prime sei a livello qualitativo a causa dell’accantonamento momentaneo del basket, uno dei temi cardine della serie, e per via delle molte storyline senza alcuno sbocco narrativo e avvenimenti in aperta discontinuità con quanto accaduto nella prima stagione (in particolare riguardo la gestione confusionaria del triangolo amoroso tra Peyton, Lucas e Brooke), motivi per i quali dall’inizio della terza stagione vi è poi stato un brusco calo anche a livello di audience, con ascolti che si sono assestati sui 3 milioni di spettatori medi circa a stagione, numeri però considerati ancora buoni e soddisfacenti per il network di riferimento . In seguito, con l'uscita di scena dei protagonisti Chad Michael Murray e Hilarie Burton all'inizio della settima stagione, gli ascolti sono crollati bruscamente, con molti episodi che hanno raggiunto per la prima volta la soglia inferiore addirittura ai 2 milioni di spettatori, stabilizzandosi poi su quella cifra per tutta l'ottava e nona stagione, così come vi è stato un grosso peggioramento della qualità della serie: infatti, le stagioni successive alla sesta sono universalmente considerate le peggiori (insieme alla già citata seconda) e non all’altezza di quelle precedenti.

## Premi
Nei suoi nove anni di programmazione televisiva, One Tree Hill è stata nominata in diversi premi, la maggior parte sono dei Teen Choice Awards.
| Anno | Premio             | Categoria                                   | Ricevente                            | Risultato |
| ---- | ------------------ | ------------------------------------------- | ------------------------------------ | --------- |
| 2004 | Teen Choice Awards | Choice miglior show TV                      |                                      | nominato  |
| 2004 | Teen Choice Awards | Choice TV Show - Dramma/Azione Avventura    |                                      | nominato  |
| 2004 | Teen Choice Awards | Choice TV migliore Star - Maschile          | Chad Michael Murray                  | vinto     |
| 2004 | Teen Choice Awards | Choice TV miglior Star - Maschile           | James Lafferty                       | nominato  |
| 2004 | Teen Choice Awards | Choice TV miglior Star - Femminile          | Hilarie Burton                       | nominato  |
| 2004 | Teen Choice Awards | Choice TV miglior Star - Femminile          | Bethany Joy Lenz                     | nominato  |
| 2004 | Teen Choice Awards | Choice TV miglior spalla                    | Bethany Joy Lenz                     | nominato  |
| 2004 | Teen Choice Awards | Choice TV Attore - Dramma/Azione Avventura  | Chad Michael Murray                  | nominato  |
| 2004 | Teen Choice Awards | Choice TV Attrice - Dramma/Azione Avventura | Hilarie Burton                       | nominato  |
| 2005 | Teen Choice Awards | Choice TV Show: Drammatico                  |                                      | nominato  |
| 2005 | Teen Choice Awards | Choice TV Attore: Drammatico                | Chad Michael Murray                  | nominato  |
| 2005 | Teen Choice Awards | Choice TV Attrice: Drammatico               | Hilarie Burton                       | nominato  |
| 2005 | Teen Choice Awards | Choice TV Attrice: Drammatica               | Sophia Bush                          | nominato  |
| 2005 | Teen Choice Awards | Choice TV miglior performance - Maschile    | Tyler Hilton                         | nominato  |
| 2005 | Teen Choice Awards | Choice TV miglior chimica sullo schermo     | Chad Michael Murray e James Lafferty | nominati  |
| 2005 | Teen Choice Awards | Choice TV miglior genitore                  | Moira Kelly                          | nominata  |
| 2006 | Image Awards       | Miglior regia in una serie drammatica       | Janice Cooke                         | nominato  |
| 2006 | Prism Award        | Miglior performance in una serie televisiva | Chad Michael Murray                  | nominata  |
| 2006 | Teen Choice Awards | Choice TV Attore: Dramma/Azione Avventura   | Chad Michael Murray                  | nominato  |
| 2006 | Teen Choice Awards | Choice TV Attrice: Dramma/Azione Avventura  | Sophia Bush                          | nominato  |
| 2006 | Teen Choice Awards | Choice TV Dramma/Azione Avventura           |                                      | nominato  |
| 2008 | Teen Choice Awards | Choice TV Show: Drammatico                  |                                      | nominato  |
| 2008 | Teen Choice Awards | Choice TV Attore: Drammatico                | Chad Michael Murray                  | vinto     |
| 2008 | Teen Choice Awards | Choice TV Attrice: Drammatica               | Hilarie Burton                       | nominato  |
| 2008 | Teen Choice Awards | Choice TV Attrice: Drammatica               | Sophia Bush                          | nominata  |
| 2010 | Teen Choice Awards | Choice TV Attrice: Drammatica               | Sophia Bush                          | nominata  |
| 2010 | Teen Choice Awards | Choice TV: Ruba scena femminile             | Bethany Joy Lenz                     | nominata  |
| 2010 | Teen Choice Awards | Choice TV: Ruba scena maschile              | James Lafferty                       | nominato  |
| 2010 | Teen Choice Awards | Choice TV: migliori genitori                | James Lafferty e Bethany Joy Lenz    | nominati  |
| 2017 | Teen Choice Awards | Choice TV: tuffo nel passato                |                                      | vinto     |
| 2018 | Teen Choice Awards | Choice TV: tuffo nel passato                |                                      | nominato  |

## One Tree Hill: Fast Forward
Nel mese di novembre del 2007, per colmare l'attesa tra gli episodi di quarta e quinta stagione, vennero pubblicati dei webisodi intitolati "One Tree Hill Fast Forward", mini diari che raccontavano che cosa fosse accaduto ai personaggi prima del salto temporale (la quinta stagione era infatti ambientata quattro anni dopo gli eventi dell'episodio finale del quarto ciclo); i diari vennero pubblicati sul sito della CW per sei settimane a ritmo di uno a settimana: il primo fu quello su Brooke Davis (Sophia Bush), seguito poi da quello su Lucas Scott (Chad Michael Murray), quello su Peyton Sawyer (Hilarie Burton), quello su Mouth McFadden (Lee Norris), mentre il quinto diario venne dedicato alla coppia Haley James Scott e Nathan Scott, interpretati da Bethany Joy Galeotti e James Lafferty, e l'ultimo ai nuovi personaggi introdotti nella quinta stagione.

## Riferimenti alla serie in altri media
- Nell'episodio Il fascino dei baffi della sesta stagione de I Griffin, Stewie e Brian guardano una scena della serie alla TV in cui Lucas si confida con Nathan riguardo ad un fatto accadutogli.
- Nel film Mordimi uno dei personaggi, preoccupato per la figlia, controlla il suo "misura-angoscia" dove, tra le altre, c'è la voce "One Tree Hill".
- Nell'undicesimo episodio della seconda stagione di Glee, Sue propone a Brittany di essere lanciata da un cannone gigante durante lo spettacolo delle cheerleader. La ragazza impaurita afferma di non voler morire prima della cancellazione di One Tree Hill.
- Nel quinto episodio della seconda stagione di Life Unexpected si ha un crossover tra i due telefilm: in occasione di un festival organizzato dalla radio locale di Portland (sede dell'ambientazione di Life Unexpected) sono ospiti e suonano in concerto Mia Catalano e Haley James-Scott.
- Nel sedicesimo ed ultimo episodio della quinta stagione di Psych il personaggio di Mary Lightly parla della serie definendola un puerile rifacimento di Dawson's Creek, asserendo poi che Chad Michael Murray ha gli occhi spenti.

## DVD
Dopo vari rinvii, Warner Home video Italia ha deciso di pubblicare in DVD la serie, anche se in ritardo rispetto a Stati Uniti e resto d'Europa; in Italia sono disponibili in DVD solo le prime quattro stagioni della serie.
| Stagione          | Contenuti EXTRA | Data di uscita USA | Data di uscita Italia |
| ----------------- | --- | ------------------ | --------------------- |
| Prima stagione    | - Oltre 48 minuti di scene inedite - Formare una squadra vincente: il Making of di One Tree Hill - 3 documentari sul set - 4 commenti di membri del cast e della troupe - Oh, Chariot: performance esclusiva di Gavin De Graw - Le gag di Natale | 25 gennaio 2005    | 5 dicembre 2007       |
| Seconda stagione  | - Scene inedite - La musica di One Tree Hill, compreso uno sguardo al backstage del tour di One Tree Hill - Diari dal set: Partita di football di beneficenza - Sali sull'autobus - Commenti su 3 episodi chiave - Cambiare è un bene - I nuovi personaggi della seconda stagione | 13 settembre 2005  | 15 gennaio 2008       |
| Terza stagione    | - 30 minuti di scene inedite - Anatomia dell'episodio: Una tragedia annunciata. La sfida di girare un episodio unico - Commento agli episodi Una tragedia annunciata e Chi si salverà? - Le gag | 26 settembre 2006  | 17 giugno 2008        |
| Quarta stagione   | - Scene inedite - One Tree Hill nella tua città - Quarta partita annuale di beneficenza - One Tree Hill Time Capsule: dall'episodio pilota alla quarta stagione - Commento su 3 episodi del creatore della serie Mark Schwahn e alcuni membri chiave del cast e della troupe - Le gag | 18 dicembre 2007   | 18 novembre 2008      |
| Quinta stagione   | - Scene inedite - One Tree Hill Fast Forward: Il creatore della serie e gli attori parlano del salto nel futuro di quattro anni dei loro personaggi - One Tree Hill a quota 100: Celebrando il centesimo episodio - One Tree Hill Musical Stars: Kevin Federline e Kate Voegele al lavoro dietro le quinte facendo musica - Commento su 2 episodi del creatore della serie Mark Schwahn e alcuni membri chiave del cast e della troupe - Le gag | 26 agosto 2008     | Non pubblicata        |
| Sesta stagione    | - Scene inedite - One Tree Hill fa un salto nel passato: Ricreando l'episodio ambientato negli anni quaranta - Slammin' with One Tree Hill: Il nuovo sport dello SlamBall, un incrocio tra basket, ginnastica e hockey - One Tree Hill Celebrity Soundtrack: Ospiti musicali discutono del ruolo della musica nella serie con un dietro le quinte all'episodio dell'USO Concert - Debutto alla regia: Seguire Chad Michael Murray, Bethany Joy Galeotti e James Lafferty nel processo dietro la loro prima regia televisiva - Commento su 2 episodi del creatore della serie Mark Schwahn e alcuni membri chiave del cast e della troupe - Le gag | 25 agosto 2009     | Non pubblicata        |
| Settima stagione  | - Nuove reclute a One Tree Hill: Le esperienze dei nuovi arrivati Robert Buckley, India DeBeaufort, Jana Kramer e Shantel VanSanten - Debutto alla regia, Parte II - Seguire Sophia Bush nel processo dietro la sua prima regia televisiva - Vacanze di primavera con One Tree Hill: i due vincitori di un concorso partecipano come assistenti alla produzione durante le vacanze di primavera - Scene inedite - Commento su 2 episodi - Le gag | 17 agosto 2010     | Non pubblicata        |
| Ottava stagione   | - Benvenuti a 'One Tree Hell': Una spaventosamente divertente retrospettiva sull'episodio di Halloween - È una cosa grossa: Il dietro le quinte all'episodio di metà stagione (l'undicesimo, n.d.r) - Season GrEight: Ricordi dall'ottava stagione - Scene inedite - Commento audio a due episodi - Le gag | 20 dicembre 2011   | Non pubblicata        |
| Nona stagione     | - Una serata con 'One Tree Hill' - La storia di 'One Tree Hill' - La musica di 'One Tree Hill' - I fan di 'One Tree Hill' - Crew Camera con Sophia Bush - Scene inedite - Commento audio ad un episodio - Le gag | 10 aprile 2012     | Non pubblicata        |
| La serie completa | - Prima stagione (22 episodi) - Seconda stagione (23 episodi) - Terza stagione (22 episodi) - Quarta stagione (21 episodi) - Quinta stagione (18 episodi) - Sesta stagione (24 episodi) - Settima stagione (22 episodi) - Ottava stagione (22 episodi) - Nona stagione (13 episodi) | 11 giugno 2012     | Non pubblicata        |

## Internazionale
| Paese               | Titolo Alternativo                                 | Canale TV                              |
| ------------------- | -------------------------------------------------- | -------------------------------------- |
| Italia              |                                                    | Rai 2; Mya e Rai 4                     |
| Australia           |                                                    | Network Ten; FOX8                      |
| Belgio              |                                                    | Kanaal 2                               |
| Brasile             | 'Lances da Vida' ("Throws of Life")                | FOX e SBT                              |
| Bulgaria            | Самотно дърво на хълма ("Lonely Tree On The Hill") | Channel 1                              |
| Canada              |                                                    | NTV e Fox44                            |
| Croazia             |                                                    | HRT2                                   |
| Danimarca           |                                                    | TV3                                    |
| Finlandia           | Tunteet Pelissä ("Feelings In The Game")           | SubTV                                  |
| Francia             | Les Frères Scott ("The Scott Brothers")            | TF1                                    |
| Germania            |                                                    | ProSieben (2007)                       |
| Grecia              | Φίλοι για πάντα ("Friends Forever")                | STAR                                   |
| Hong Kong           |                                                    | Star World su Now Broadband TV         |
| Ungheria            | Tuti Gimi ("Cool High School")                     | RTL Klub                               |
| Islanda             |                                                    | Skjáreinn                              |
| India               |                                                    | Star World                             |
| Indonesia           |                                                    | Jak-TV                                 |
| Irlanda             |                                                    | TG4                                    |
| Israele             | (Migrash Beyti) מגרש ביתי ("Home Court")           | yesSTARS; Channel 10                   |
| Kenya               |                                                    | Kenya Television Network               |
| America Latina      |                                                    | FOX LA                                 |
| Malaysia            |                                                    | 8TV e Star World su ASTRO satellite TV |
| Maldive             |                                                    | Star World                             |
| Messico             | Hermanos Rebeldes ("Rebelling Brothers")           | FOX LA                                 |
| Paesi Bassi         |                                                    | Net 5                                  |
| Nuova Zelanda       |                                                    | TV2                                    |
| Norvegia            |                                                    | TVNorge                                |
| Pakistan            |                                                    | Orbit Network su America Plus Channel  |
| Filippine           |                                                    | ETC e Star World                       |
| Polonia             | Pogoda na miłość                                   | TVN Siedem                             |
| Québec              | Les Frères Scott (I Fratelli Scott)                | VRAK.TV; Fox44                         |
| Russia              | Холм Одного Дерева (One Tree Hill)                 | NTV                                    |
| Serbia              |                                                    | FOX Srbija                             |
| Singapore           |                                                    | Star World                             |
| Sudafrica           |                                                    | GO                                     |
| Spagna              |                                                    | TVE 2                                  |
| Stati Uniti         |                                                    | The WB (2003-2006); The CW (2006-2012) |
| Svezia              |                                                    | Kanal 5                                |
| Svizzera            | Les Frères Scott (titolo francese)                 | TSR2 (Francese); TSI1 (Italiano)       |
| Taiwan              |                                                    | CTS                                    |
| Thailandia          |                                                    | UBC Series su UBC e Star World         |
| Turchia             |                                                    | CNBC-e                                 |
| Emirati Arabi Uniti |                                                    | America Plus                           |
| Regno Unito         |                                                    | E4 e Channel 4                         |

### Edizione italiana
I doppiaggi italiani sono stati effettuati dalla 1ª alla 9ª stagione presso la Centro Doppiaggio diretti da Simonetta Maturi su dialoghi di Laura Mercatali, Paola De Martino, Massimo Milazzo, Stefanella Marrama, Ottavio Rolandi Ricci e Valerio Valerii dalla 1ª alla 5ª stagione e dalla 6ª alla 9ª stagione su dialoghi di Laura Mercatali, Lina Zargani, Fabrizia Castagnoli, Ottavio Rolando Ricci e Roberta Gasparetti.